# Мессинский кризис солёности
| система                                                                          | отдел      | ярус          | Ниж. граница, млн лет |
| -------------------------------------------------------------------------------- | ---------- | ------------- | --------------------- |
| Антропоген                                                                       | Плейстоцен | Гелазский     | 2,58                  |
| Неоген                                                                           | Плиоцен    | Пьяченцский   | 3,600                 |
| Неоген                                                                           | Плиоцен    | Занклский     | 5,333                 |
| Неоген                                                                           | Миоцен     | Мессинский    | 7,246                 |
| Неоген                                                                           | Миоцен     | Тортонский    | 11,63                 |
| Неоген                                                                           | Миоцен     | Серравальский | 13,82                 |
| Неоген                                                                           | Миоцен     | Лангский      | 15,98                 |
| Неоген                                                                           | Миоцен     | Бурдигальский | 20,45                 |
| Неоген                                                                           | Миоцен     | Аквитанский   | 23,04                 |
| Палеоген                                                                         | Олигоцен   | Хаттский      | больше                |
| Деление и золотые гвозди в соответствии с IUGS по состоянию на декабрь 2024 года |            |               |                       |

Месси́нский кризис солёности (англ. Messinian salinity crisis, MSC), также Мессинский кризис, иногда Мессинский пик солёности — эпизод в геологической истории Средиземного моря: в конце мессинского века — последнего века миоцена — Средиземное море высохло частично или почти полностью в результате прогрессирующего закрытия связи с Атлантическим океаном; термин кризис солёности отражает экстремальные колебания солёности Средиземного моря в это время — от выпадения эвапоритов до опреснения значительных участков акватории на  стадии Лаго-Маре.  По современным представлениям кризис начался около 5,97 млн лет назад, длился примерно 640 тысяч лет и завершился с наступлением плиоцена — 5,33 млн лет назад — геологически мгновенным заполнением впадины Средиземного моря водой из Атлантического океана.
Отдельные проявления Мессинского кризиса были известны сравнительно давно. В 1970 году глубоководным бурением было доказано существование слоя эвапоритов в нескольких сотнях метров под дном Средиземного моря. Предметом научного изучения являются: переход от морских условий к выпадению солей, восстановление морских условий, причины этих преобразований, их режим и скорость, а также геологические, биологические, и климатические последствия, затронувшие всё Средиземноморье. Исследования делятся на наземные (англ. onshore) и морские (англ. offshore). Морские исследования проводятся сейсмическими методами и, ограниченно, глубоководным бурением. Наземными же исследованиями изучаются седиментологические, стратиграфические, палеонтологические и геохимические данные, причём, в основном, они проводятся в так называемых мессинских периферийных впадинах, которые были подняты на поверхность тектоническими процессами и сейчас доступны для изучения наземными методами. Неполнота наблюдательных данных, в том числе вызванная ограниченной доступностью отложений Мессинского кризиса и последующей эрозией, приводит к использованию различных физических моделей для получения новой информации о Мессинском кризисе.

## Проявления Мессинского кризиса солёности
Мессинский кризис солёности был вызван прогрессирующим закрытием связи между Атлантическим океаном и Средиземным морем.
```
Средиземное море (без учёта 
Чёрного моря
) содержит 3,7 миллиона км
3
 воды. За год реки приносят в него 0,2 тысячи км
3
 воды, выпадает с осадками 1,2 тысячи км
3
, а испаряется 4,7 тысячи км
3
. Итоговый дефицит — 3,3 тысячи км
3
 воды в год — восполняется водой из Атлантики. Поэтому при закрытом 
Гибралтарском проливе
 Средиземное море испарилось бы примерно за тысячу лет
[
4
]
, оставив слой эвапоритов толщиной около 30 метров
[
5
]
 — намного меньше, чем наблюдаемые количества солей, которые местами достигают 2 км толщины
[
6
]
.
```

Основными проявлениями кризиса считаются:
- Падение уровня моря на 1500 метров и более, что вызвало обширную эрозию континентальных склонов: в долинах рек, впадающих в море, образовывались глубокие субаэральные каньоны — в частности каньоны Роны➤ и Нила➤ — а продукты эрозии накапливались на шельфе вблизи устьев рек➤.
- Выпадение огромного объёма солей: около 5 % всей соли Мирового океана выпали менее чем за миллион лет, сформировав отложения эвапоритов объёмом более одного миллиона кубических километров и толщиной до двух километров[6]. В глубоких Средиземноморских впадинах и на абиссальных равнинах слои соли накрыты чехлом нормальных морских отложений, выпавших за прошедшие 5 с лишним миллионов лет; толщина чехла — несколько сот метров[7].
- Экстремальные колебания солёности Средиземного моря[8]: от формирования гиперсалинных обстановок с выпадением эвапоритов до возникновения гипосалинных обстановок  стадии Лаго-Маре.
- Быстрое (по геологическим меркам) наполнение впадины Средиземного моря на границе миоцен-плиоцен, последовавшее за открытием связи с Атлантическим океаном через Гибралтарский пролив. Восстановление морских условий по завершении Мессинского кризиса иногда называют Занклским или Занклийским потопом, по названию первого века плиоцена➤.
- Уничтожение всей миоценовой морской биоты Средиземного моря. Современная морская фауна Средиземного моря произошла от атлантической, попавшей в Средиземное море при его заполнении после окончания кризиса в начале плиоцена. Собственно, появление атлантической фауны в морских отложениях и отмечает границу миоцен-плиоцен.

Кроме того, наблюдаются многочисленные частные проявления.
- Предполагается, что в результате Мессинского кризиса появились карсты долин рек Рона и Ардеш[9], «необыкновенно глубокие карсты Киренаики»[10], а также самые глубокие в мире карстовые пещеры массива Арабика [11].
- Палеонтологические находки указывают на обмен африканской и европейской фауной во время кризиса, что предполагает исчезновение водной преграды[12].
- Группа подводных гиперсолёных озёр в Восточном Средиземноморье сформировалась в результате выщелачивания морской водой эвапоритов, образовавшихся во время Мессинского кризиса солёности➤.
- Мальтийский уступ[гео 1] (также эскарп, порог; часть Сицилийского порога) пересекают более двухсот подводных каньонов, которые в большинстве своём появились в результате субаэральной эрозии во время Мессинского кризиса. Самые большие из них это каньон Ното[гео 2] в одноимённом заливе, каньон Кумекс[гео 3] и каньон Герона[гео 4][гео 5]; их длина от 27 до 100 километров. Считается, что эти каньоны образовались, когда вода из Атлантического океана, частично заполнив западную часть Средиземного моря, перелилась через сицилийско-мальтийский уступ в восточную[13][14].
- Сейсмическими исследованиями в Левантской впадине[гео 6] в осадочных породах непосредственно предшествовавших кризису (6,2–5,5 миллионов лет назад) обнаружены взрывные кратеры до двух километров диаметром и до двухсот метров глубиной. Считается, что упавший уровень моря снял давление с осадочных пород; к взрывам привело избыточное давление газов (метана) в них[15].
- Сейсмические данные полученные на континентальных склонах с незначительным притоком осадков юго-западнее острова Майорка, в заливе Оран[гео 7] (Алжир) и на хребте Альборан[гео 8] показывают, что мессинская эрозионная поверхность➤ террасирована на глубине между 320 и 380 метров ниже современного уровня моря. Предполагается, что эти террасы (шириной от нескольких сотен до 2000 метров) были размыты одновременно и на одной и той же глубине, а современные различия являются результатом проседания или подъема в отдельных областях. Считается, что террасы развивались в течение одного или нескольких периодов застоя уровня моря в Западно-Средиземноморском бассейне; один из таких периодов мог возникнуть при заполнении Средиземного моря, когда вода из западной впадины переливалась в восточную через Сицилийский порог[16].

## Геотектонический контекст
```
Конфигурация Средиземноморья во время Мессинского кризиса солёности является результатом постепенной 
конвергенции
 Африки с Аравией-Евразией в сочетании с расширением, вызванным откатом океанических плит
[
комм. 1
]
 под 
Апеннинами
 и 
Эгейским морем
[
19
]
.
```

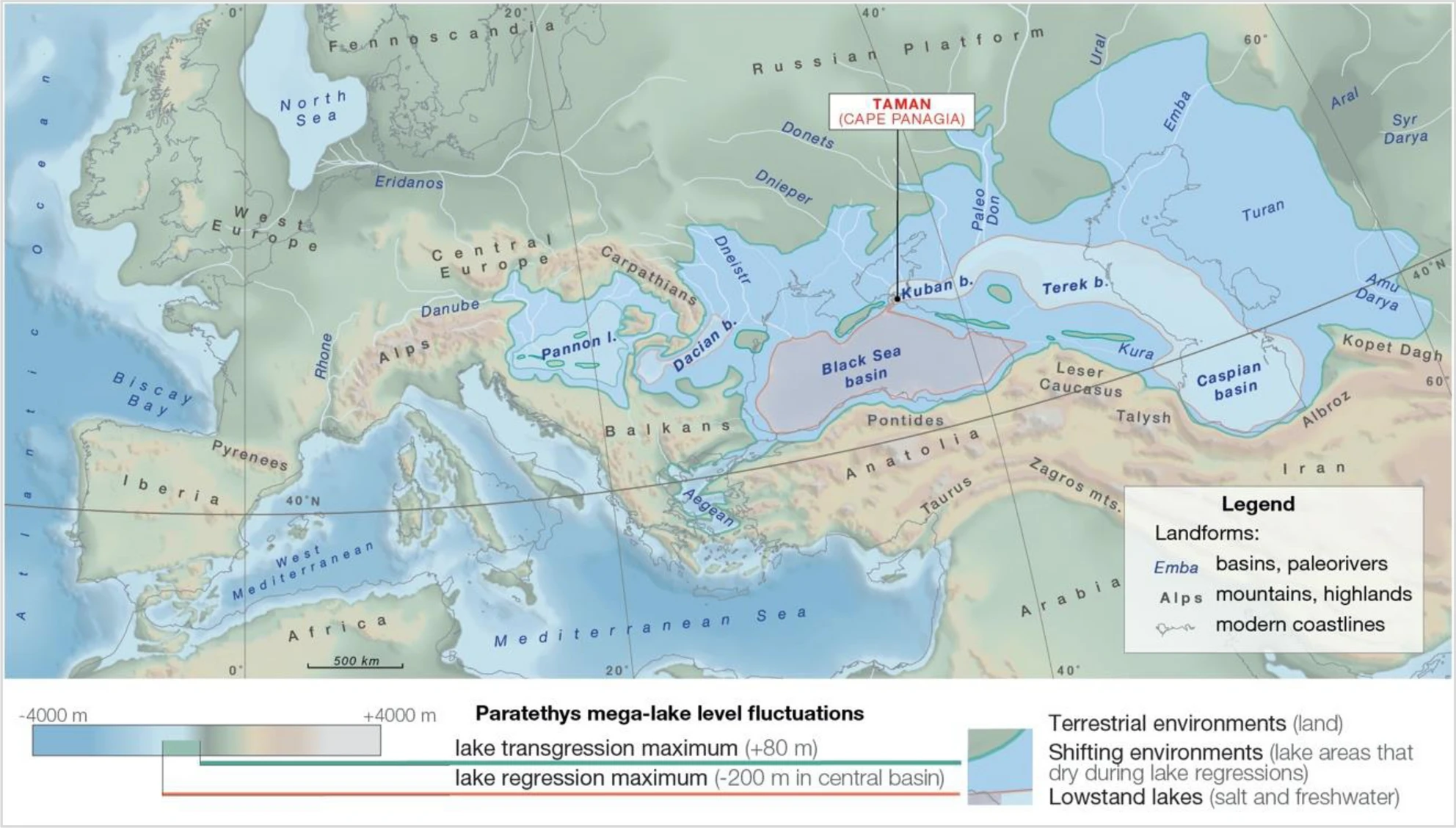
Палеогеографическая реконструкция флуктуаций Паратетиса в позднем миоцене. Во время фаз регрессии поверхность озера-моря резко ужималась. Оставшаяся вода распределялась между центральным солёным озером во впадине Чёрного моря (закрашена красным) и периферийными впадинами, которые периодически заполнялись водой и становились более пресными (светло-голубой).

Геологические реконструкции показывают, что в мезозое между Африкой — осколком Гондваны — и Евразией располагался океан, называемый Тетис. Бо́льшая часть океана исчезла в эоцене и олигоцене в ходе орогенеза во время высшей фазы эпохи Альпийской складчатости при движении Африки и ещё не отделившейся от неё Аравийской плиты на север. Это движение подняло горные цепи — среди них Альпы, Карпаты, Динариды, Балканиды, Понтийские горы, Кавказ, Копетдаг. Они отгородили часть Тетиса — эпиконтинентальное море, называемое вслед за Ласкаревым Паратетис — и лишили Тетис существенной части притока пресной воды, так как речные потоки Центральной Европы оказались перенаправлены в Паратетис. 
Остаток океана, включивший впадины, появившиеся после горообразования, соединял Индо-Тихоокеанскую и Атлантическую акватории через мелководный проход. После столкновения Африки и Евразии в регионе Ближнего Востока в конце раннего миоцена (Бурдигальский век) этот проход закрылся. В результате западная часть океана Тетис стала современным Средиземным морем, а Атлантическая морская фауна обособилась от Индо-Тихоокеанской. Впрочем, микропалеонтологические данные указывают на возможность периодического попадания Индо-Тихоокеанской фауны в Средиземноморье вплоть до среднего миоцена.
Наконец, в начале мессинского века закрылись Бетский (англ. Betic corridor) и Рифский проливы, соединявшие Тетис с Атлантикой (вместо нынешнего Гибралтарского пролива), и начался Мессинский кризис солёности.

## История открытия
```
Впервые последовательность выпадения эвапоритов из морской воды установил 
Усильо
 (Usiglio) в 1849 году. В его экспериментах по определению состава морской воды на 
Лазурном берегу
, при испарении одного литра воды последовательно выпали 0,1 грамма 
карбоната кальция
, 1,75 грамма 
сульфата кальция
 (
ангидрит
 или 
гипс
), 29,7 грамма 
поваренной соли
, и 6,89 грамм солей 
магния
, 
натрия
 и 
калия
[
21
]
[
22
]
. Из полутора тысяч метров морской воды выпадет около двадцати метров соли (см. 
Эвапориты
).
```

В начале XIX века основоположник современной геологии Чарльз Лайелл заметил различие ископаемых моллюсков миоцена и плиоцена Средиземноморья. В конце XIX века в долине Роны были обнаружены морские плиоценовые отложения, а в середине XX века был найден миоценовый каньон Роны глубиной свыше 1000 метров и выдвинута гипотеза: каньон возник из-за падения уровня Средиземного моря в результате изоляции от Атлантического океана. В 1960 году по результатам исследований средиземноморских отложений миоцена была сформулирована концепция кризиса солёности. В 1967 году в Асуане был обнаружен миоценовый каньон Нила, засыпанный морскими отложениями плиоцена: в 1250 км от устья Нила дно каньона находится на глубине 170 м ниже уровня моря. В 60-е годы XX века морскими сейсмическими исследованиями были обнаружены слои солей мессинского века толщиной один-два километра под слоем сильного отражателя акустических сигналов. В 1970 году непосредственным глубоководным бурением было доказано, что этот отражательный слой состоит из ангидрита — одной из солей, выпадающих из морской воды при её испарении — и была выдвинута гипотеза иссушения Средиземного моря из-за прекратившегоя сообщения с Атлантическим океаном.

### Ранняя история
В своём трёхтомном труде Основные начала геологии (1830—1833) Чарльз Лайель, обобщая результаты изучения геологических разрезов и обнажений, а также геологических и палеонтологических коллекций европейских стран, предложил разбить третичный период на эоцен, миоцен и плиоцен; эти названия используются и сейчас, в частности в стратиграфии. Термины миоцен и плиоцен отражают степень сходства ископаемых моллюсков с современными видами: в морских отложениях миоцена лишь малая часть ракушек схожа с ракушками современных моллюсков, а в отложениях плиоцена — наоборот, большинство ракушек схоже с ракушками современных видов моллюсков. Следуя идеям униформизма, предложенного Хаттоном взамен господствовавшего до конца XVIII века катастрофизма, Лайель объяснял различие моллюсков миоцена и плиоцена долгим развитием, а отсутствие следов такого развития — недостаточной изученностью.

### Мессинский каньон Роны
Во Франции было давно известно, что в долине Роны морские отложения плиоцена могут лежать на уровнях, находящихся ниже уровней миоценовых отложений.
В последней четверти XIX века французскими учёными были определены (Фонта́нн, 1882) контуры плиоценовой трансгрессии моря в долину Роны с образованием риа и предложена идея тектонической деформации в конце миоцена, которая и привела к трансгрессии. Затем появилась гипотеза (Депре, 1895), объясняющая образование риа и выпадение морских отложений в ней существенной регрессией моря в конце миоцена и последующей трансгрессией в плиоцене; причиной изменения уровня моря считались эвстатические колебания.
В 1950 году бурением был выявлен субаэральный поздне-миоценовый (мессинский) каньон Роны, забитый морскими отложениями плиоцена, местами толщиной свыше 1000 м. Каньон прослеживается на расстоянии почти 300 км от Средиземноморского побережья, достигая Лиона. Неподалёку от места впадения реки Ардеш в Рону дно каньона лежит на отметке 236 метров ниже современного уровня моря.
Денизо́  в статье «Плиоцен долины Роны» (1952), описывая результаты буровых работ в Камарге, сформулировал гипотезу, объяснявшую колебания уровня моря  в конце миоцена вре́менной изоляцией Средиземного моря от Атлантического океана.

### Концепция кризиса солёности
В 1954 году итальянский учёный Селли  заметил, что по всему Западному Средиземноморью морские отложения мессинского века всегда содержат эвапориты и никогда не являются нормальными морскими отложениями.
Научные теории того времени не допускали выпадения солей в глубоководных бассейнах: к примеру, т. н. ба́ровая теория Оксениуса (англ. Carl Ochsenius) предполагала, что соли выпадают только в прибрежных лагунах и в высыхающих внутриконтинентальных озёрах. Селли же считал, что объяснить обнаруженный факт выпадением солей в лагунах нельзя: тогда придётся допустить, что большое количество лагун в этом регионе возникло именно в позднем миоцене, а в другие геологические периоды этого не случалось. Но даже если и принять такое допущение, это не объяснит схожесть последовательностей выпавших эвапоритов и обнаруженной в них фауны по всему Средиземноморью.
Селли сделал вывод: в позднем миоцене всё Западное Средиземноморье занимало огромное сверхсолёное озеро-море, изолированное от Атлантики полностью, либо сообщавшееся с ней недостаточно для поддержания нормальной солёности. К тому же почти все большие речные потоки в это время впадали в Паратетис — во впадины Восточной Европы, которые с конца тортона оказались отрезаны от Средиземноморья поднявшимися горами (это привело к опреснению этих впадин). Да и мессинская флора, по мнению Селли, указывала на то, что климат был жарче, чем сейчас.
Селли считал, что гипотезу изоляции Средиземного моря поддерживает то, что в миоцене морская фауна Средиземного моря была схожа с Индо-Тихоокеанской, а в плиоцене — с атлантической.
В 1958 году Селли ввёл термин кризис солёности (итал. crisi di salinitá, англ. salinity crisis) в такой формулировке: в позднем миоцене по всему Средиземному морю был «кризис солёности», в то время солоновато- или пресноводные условия царили в восточных бассейнах Паратетиса, а на западе Средиземное море было гиперсолёным морем.
И. С. Чумаков в монографии 1982 года трактует термин кризис солёности как смену режима нормального — открытого — моря на режим озера-моря, отмеченную как резким увеличением солёности, вплоть до формирования рапы и выпадения солей (эвапоритов), так и рассолением, опреснением значительных участков акватории на стадиях полного замыкания бассейна.

### Мессинский каньон Нила

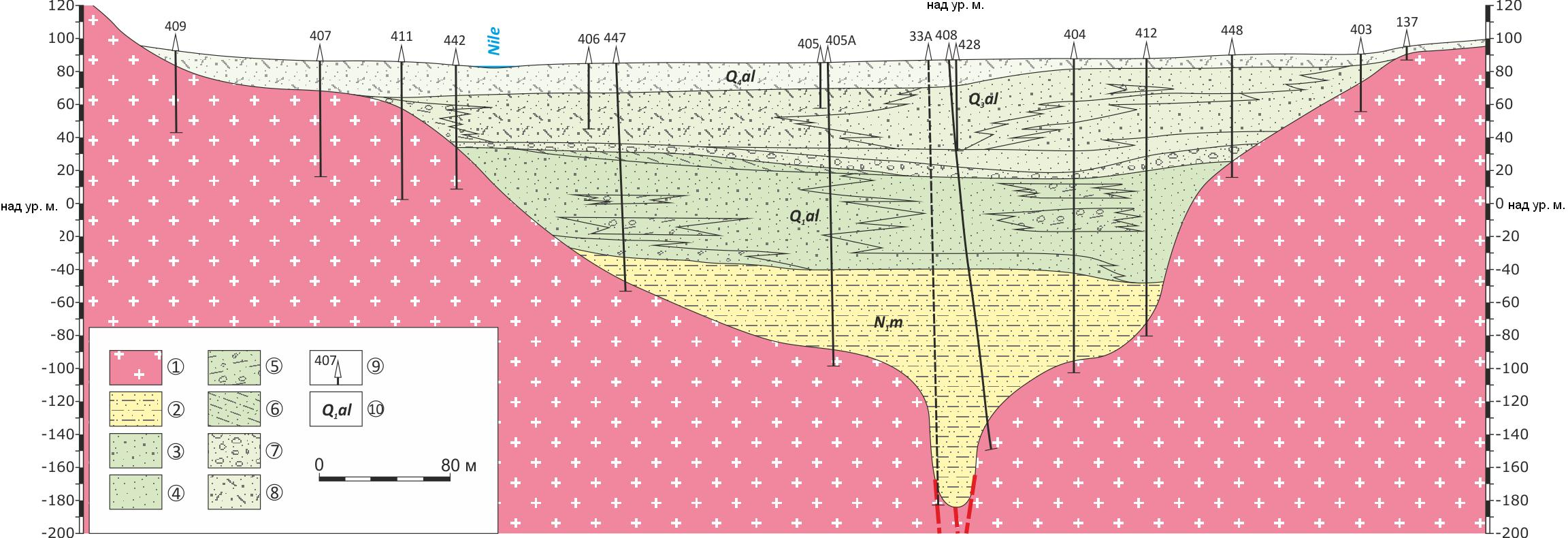
Геологический разрез аллювиальной долины Нила вблизи Асуанской высотной плотины. Обозначения:
1 — породы кристаллического фундамента (гнейсы и граниты);
2 — глины с прослойками песков и супесей;
3 — крупнозернистые пески;
4 — мелко-среднезернистые пески и супеси;
5 — галечники с гравийно-глинистым цементом;
6 — суглинки и супеси косо-слоистые;
7 — галечники;
8 — разнозернистые пески косо-слоистые;
9 — структурно-инженерные скважины ;
10 — возрастные индексы

В монографии «Плиоценовые и плейстоценовые отложения долины Нила в Нубии и Верхнем Египте» (1967), описывающей итоги геологических изысканий, проведённых для строительства Асуанской высотной плотины, советский геолог И. С. Чумаков пишет о двух сериях исследовательских скважин, пробуренных поперёк русла Нила. Они выявили узкий, шириной до 30—50 метров, врез в породы кристаллического фундамента, прослеженный на абсолютных отметках до 172 метров ниже уровня моря (глубина скважины 292 метра), и, по-видимому, еще более глубокий. По мнению Чумакова врез можно объяснить либо весьма значительным эвстатическим понижением уровня поздне-миоценового Средиземного моря, либо поднятием бассейна Нила. Подтверждая результаты предшественников, Чумаков указывает, что заглублённое ложе древней долины Нила, вырезанной в кристаллических породах, заполнено плиоценовыми морскими отложениями эстуариевых осадков.
В 1993 году Саид (англ. Rushdi Said) пишет о каньоне Нила, что его дно находится на глубине 170 метров ниже уровня моря возле Асуана (более 1200 километров от моря), 800 метров возле Асьюта (~500 километров от моря), 2500 метров в районе Каира и более 4000 метров ниже уровня моря на северной оконечности дельты Нила.

### История морских исследований
В начале 1950-х годов к наземным исследованиям добавились морские: в 1953 году были впервые проведены сейсмические исследования морского дна с помощью преломлённых сейсмических волн, а в 1960-х годах началось использование отражённых сейсмических волн. Развитие цифровых методов позволило получать сейсмические профили на регулярной основе.

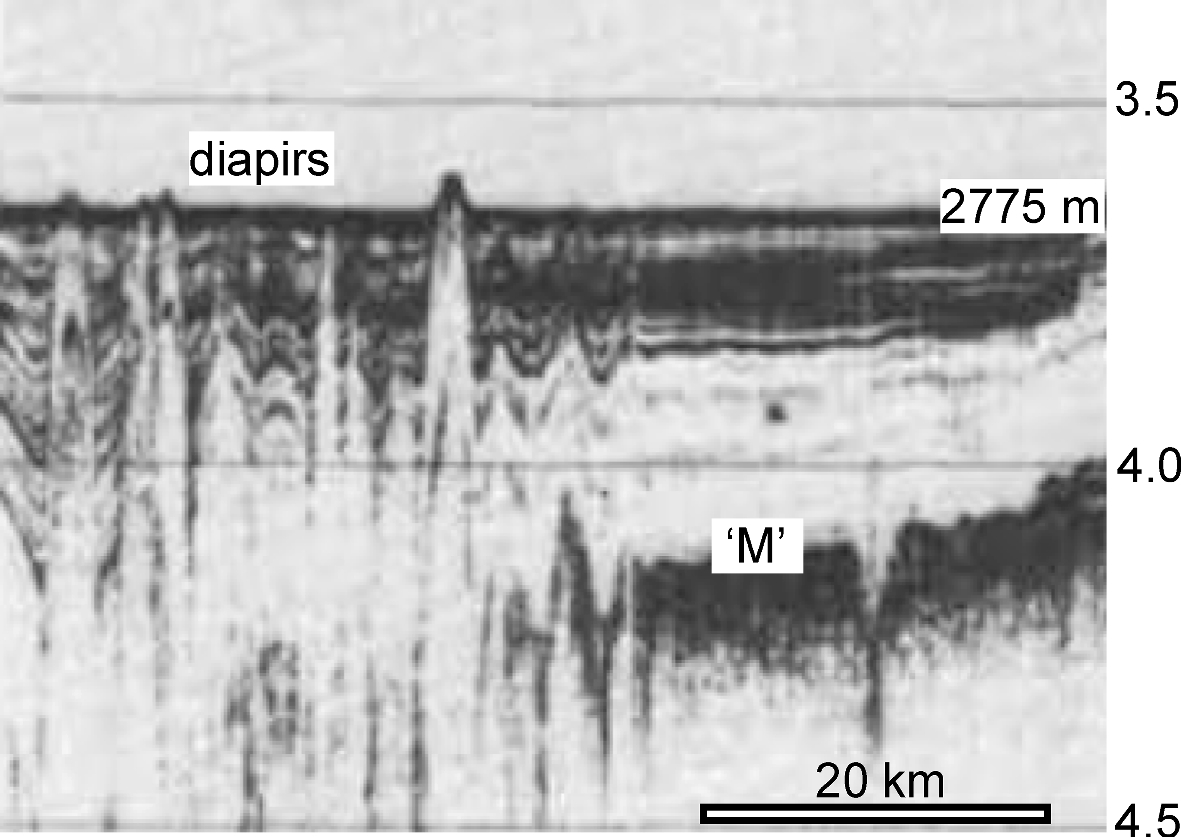
Сейсмический профиль 1965 г. с диапирами, пробившими Reflector "M" и образовавшими поднятия на морском дне. Вертикальная шкала — полное время пробега (прямой и отражённой волны) в секундах (two-way travel time, twtt).

Хотя концепция кризиса солёности была сформулирована из наземных исследований, показавших распространённость и одновременность развития гиперсалинных и гипосалинных обстановок в мессинском веке, настоящий масштаб и значение изменений среды были осознаны после начала морских исследований.
В 1962 году были обнаружены диапиры на поверхности предполагаемого двухкилометрового слоя соли.
Была выявлена трёхчастная структура этого слоя в глубоких впадинах: Lower Evaporites (нижние эвапориты), Salt (также англ. halite, соль, галит) и Upper Evaporites (верхние эвапориты), ограниченные резкими и локально нерегулярными эрозионными поверхностями, которые вверх по континентальному слою сливались в глубоко изрезанную эрозионную поверхность.
```
Слои мессинских эвапоритов делятся на три серии
[
38
]
:
— Слои нижних эвапоритов (500—700 метров) иногда лежат поверх миоценовых 
пелагических
 слоёв без сейсмического 
несогласия
[англ.]
[
комм. 8
]
. Некоторые пелагические слои, подобно тортонским 
мергелям
, могут перемежаться с нижней эвапоритовой группой. Непрерывность залегания и схожесть верхнетортонских и нижнемессинских отложений долгое время не давали возможность точно идентифицировать начало выпадения эвапоритов.
— Слои соли (600—1000 метров) поверх нижней эвапоритовой группы акустически прозрачны и являются источником диапиритовых структур наблюдаемых повсеместно.
— Верхние эвапоритовые слои (500—1000 метров), образцы которых получены были бурением в нескольких локациях программы 
DSDP
➤
, включают мергелевые слои, доломитовые или гипсовые прослои.
```

Поверх этой сейсмической структуры лежал сильный отражатель акустических (ультразвуковых) сигналов, часто называемый Reflector M , субпараллельный поверхности дна.
К 1970-му году слои, лежавшие ниже этого отражательного слоя, уже без сомнений идентифицировались как мессинские или поздне-мессинские слои соли.

### Открытие и ранние гипотезы

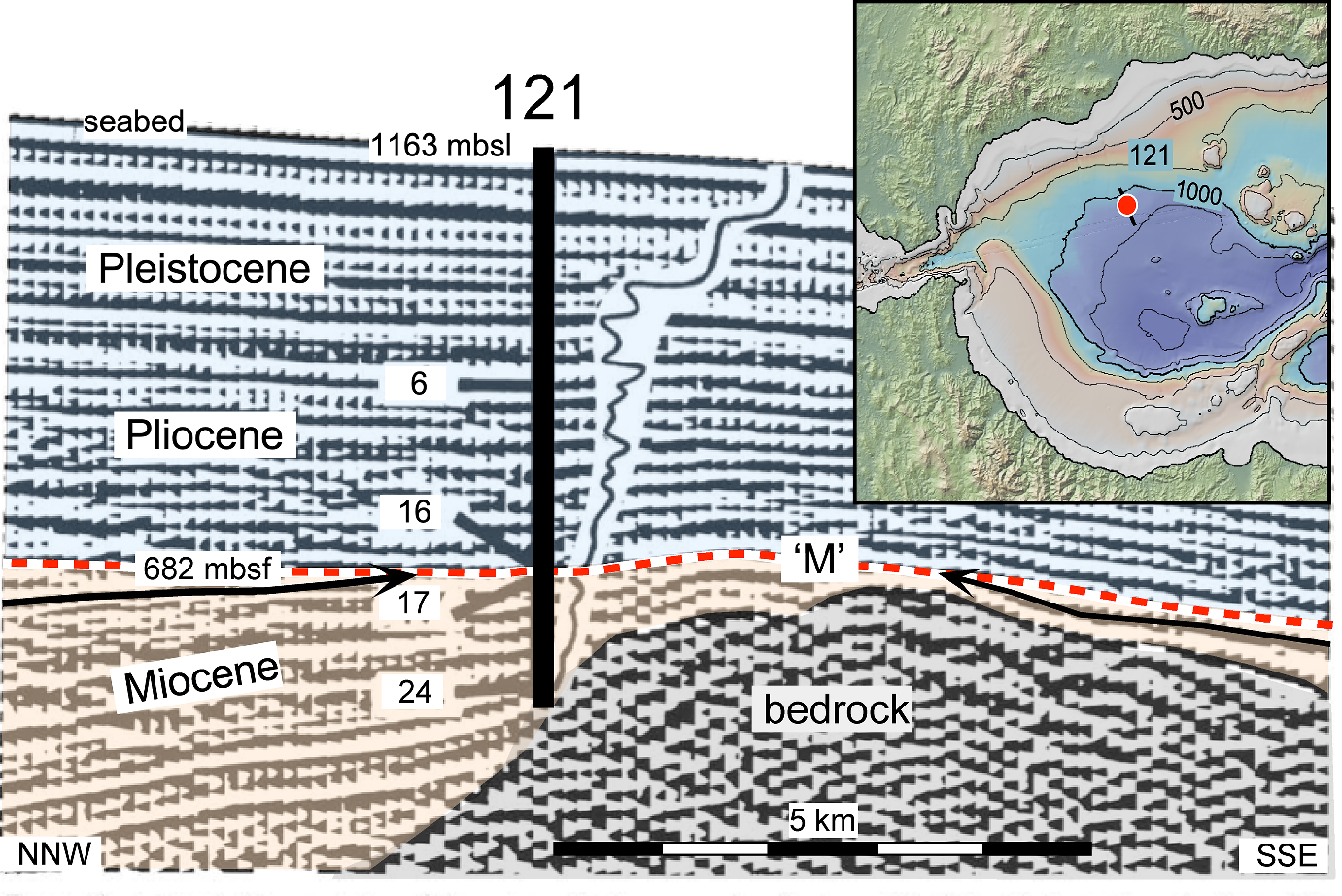
Сейсмический профиль в точке 121 (проект DSDP) в Альборанском море. Красной пунктирной линией, подписанной Reflector M, показано несогласие, разрезающее до-мессинские миоценовые рефлекторы и накрытое ранне-плиоценовыми мергелями. График — скорость бурения, которая падает при достижении сильных отражателей. Числа — идентификаторы керна. Seabed — морское дно, mbsl — метров ниже уровня моря.

В 1970 году в рамках программы глубоководного бурения DSDP (англ. Deep Sea Drilling Project) в Средиземное море было направлено исследовательское судно Гломар Челленджер (англ. Glomar Challenger) с интернациональной командой учёных разных специальностей на борту. Бурение нескольких исследовательских скважин в разных районах Средиземного моря, выбранных с помощью ранее полученных сейсмических профилей, показало, что порода, формирующая акустический отражательный слой Reflector M, это ангидрит — одна из солей, входящих в состав эвапоритов, выпадающих при испарении морской воды.
Поначалу предполагалось, что эвапориты выпадали в мелких впадинах, а уже затем эти впадины коллапсировали. Но эта гипотеза была отброшена с находкой глубоководных отложений ниже, выше и внутри эвапоритовых отложений.
Гипотеза о выпадении эвапоритов в глубоководных условиях была поначалу отброшена по нескольким причинам. Прежде всего, добытый бурением ангидрит напоминал своими характеристиками тот, что формируется в современных сабхах. И в нём были особенности, проинтерпретированные как трещины высыхания, что указывало на пребывание в субаэральных условиях.
```
При бурении был извлечен столбик соли примерно 15 сантиметров высотой, в котором были обнаружены существенные вариации в содержании брома по высоте. При испарении морской воды в ней растёт концентрация 
брома
, которая отражается в выпавших солях от менее 20 ‰ (
промилле
) в первых слоях 
галита
 до более 200 ‰ в солях калия и магния. Значительное изменение концентрации брома на масштабе сантиметра означало, что водоём был мелким, т. к. в глубоком водоёме изменение солёности и концентрации брома при выпадении слоя соли толщиной в сантиметр не может быть измерено
[
44
]
.
```

Одновременно, в самых глубоких (речь идёт о палеоглубине) областях не были найдены турбидиты, что указывало на отсутствие субаквальных условий.
Сильнейшим аргументом стали многочисленные свидетельства сильной эрозии: переуглублённые русла рек, что впадают в Средиземное море, с их каньонами, субаэрально вырезанными на суше, переходящими в подводные каньоны на нынешнем шельфе и склонах Средиземного моря.
После этого единственной моделью способной дать возможное объяснение всех имеющихся данных стал сформулированный в 1973 году сценарий с выпадением эвапоритов в глубоких пересыхающих впадинах Средиземного моря — англ. desiccated, deep-basin model или англ. shallow-water, deep-basin model. Эта модель ещё называется гипотезой иссушения Средиземного моря (англ. the Mediterranean desiccation hypothesis).

## Наземные исследования
Наземные исследования проводятся в так называемых мессинских периферийных впадинах; поднятые на поверхность тектоническими процессами, они доступны для изучения наземными методами. Отложения мессинского века предоставили большую часть седиментологических, стратиграфических, палеонтологических и геохимических данных для реконструкции стратиграфической модели. Эти отложения также используются для поиска корреляции с морскими последовательностями.

### Мессинские периферийные впадины
Термин периферийные впадины (также бассейны и палеовпадины, англ. marginal basins) подразумевает существование центральных, глубоких впадин, доступных лишь для морских исследований. Выделяются мелкие впадины, промежуточные впадины и глубокие впадины. Мелкими считаются впадины с палеоглубиной до 200 метров, промежуточные — до 1000 метров, глубокие — более 1000 метров. Мессинские отложения в Сицилии — пример периферийной впадины промежуточной глубины.

Палеогеографическая реконструкция Западного Средиземноморья в миоцене.
Tекущая береговая линия
S Впадина Сорбас, Испания
R Рифский пролив
B Бетский коридор
G Гибралтарский пролив
M Средиземное море

Ниже приведен список некоторых мессинских периферийных впадин. Во многих из этих седиментационных, осадочных бассейнов, находятся месторождения соли.
- Италия, Сицилия — впадины Кальтаниссетта (Caltanissetta) и Беличе (Belice)[49].
- Италия, Северные Апеннины — Третичная Пьемонтская впадина (Tertiary Piedmont Basin, см. также третичный период), Апеннинский (или Адриатический) краевой прогиб (англ. foredeep)[50][51], Вена-дель-Джессо (Vena del Gesso[комм. 13]) [52][53].
- Италия, Тоскана — впадина Вольтерра (Volterra).
- Италия, Калабрия — впадина Кротоне (Crotone).
- Испания, Бетские Кордильеры, на средиземноморском побережье — остатки Бетского корридора[англ.], который был одной из двух систем проливов, соединявших Средиземное море с Атлантическим океаном перед Мессинским кризисом солёности. Бетский корридор включал неогеновые впадины[47]:
  - внутренние: Впадина Гранада[англ.], Уэркаль-Овера (Huércal-Overa), Лорка (Lorca), Фортуна (Fortuna);
  - внешние: Нихар (Nijar), Сорбас[англ.][гео 10], Вера (Vera), Мурсия-Картахена (Murcia-Cartagena), Бахо-Сегура (Bajo Segura).
- Греция, Крит — несколько неогеновых впадин.
- Греция, впадины на островах Корфу (Керкира) и Закинф (Zakynthos).
- Кипр — впадины Месаория (Mesaoria), Писсури (Pissouri) и Полеми (Polemi).
- Алжир, впадина Шелифф (Chelif) на северо-западе страны — «одна из крупнейших мессинских периферийных впадин»[54].
- Марокко, впадины Будинар (Boudinar) и Мелилья (Melilla или Melilla-Nador) — поднятая часть Южно-Альборанской впадины[гео 11], располагавшейся на восточном входе в Рифский корридор[55] — это вторая из двух систем проливов, соединявших Средиземное море с Атлантическим океаном перед Мессинским кризисом солёности.

### Gessoso-Solfifera
```
Мессинская последовательность отложений является типичным отражением прогрессирующей изоляции: 
морские мергели
 — 
ламиниты
 — отложения переходного периода — эвапориты — озёрные отложения
[
57
]
.
```

Термин Формация Gessoso-Solfifera (джесо́ссо сольфи́фера) используется с середины XIX века для обозначения комплекса верхнемиоценовых отложений, распространённых по всей Италии: линзы гипса, серосодержащие известняки, каменная соль и другие более растворимые соли. Формация Gessoso-Solfifera характеризуется сильным литологическим разнообразием; в частности, такая формация включает и первичные (англ. primary), и обломочные эвапоритовые фации. Во многих местах обломочные фации образуют последовательности физически отличные от первичных отложений и локально представляют собой так называемую «полную формацию Gessoso-Solfifera». Отсутствие единообразия порождает литостратиграфические объекты (и названия) с неясными взаимоотношениями между ними.
В 1960 году Селли предложил использовать термин Серия Gessoso-Solfifera для обозначения комплекса эвапоритовых отложений Мессинского кризиса солёности. Изначально этот термин включал в себя формации Tripoli, Calcare di Base (известняк) и Gypsum (гипс, гипсаренит, каменная соль, и т. д.). В дальнейшем использование термина ограничилось только известковыми и гипсовыми формациями. В Сицилии гипсовая формация неформально разделена на две (гипсы Cattolica и гипсы Pasquasia), относящихся к двум различным эпизодам выпадения солей во время кризиса.

### Мессинская стратиграфия Сицилии
```
Общая стратиграфическая организация отложений Мессинского кризиса в Сицилии была похожа на Мессинскую трилогию — захороненную под дном Средиземного моря и известную лишь из сейсмических исследований последовательность 
Lower Evaporites
 (нижние эвапориты), 
Salt
 (
Halite
, соль, галит) и 
Upper Evaporites
 (верхние эвапориты) — и в то время эти отложения были сочтены совершенным аналогом морских отложений
[
59
]
.
```

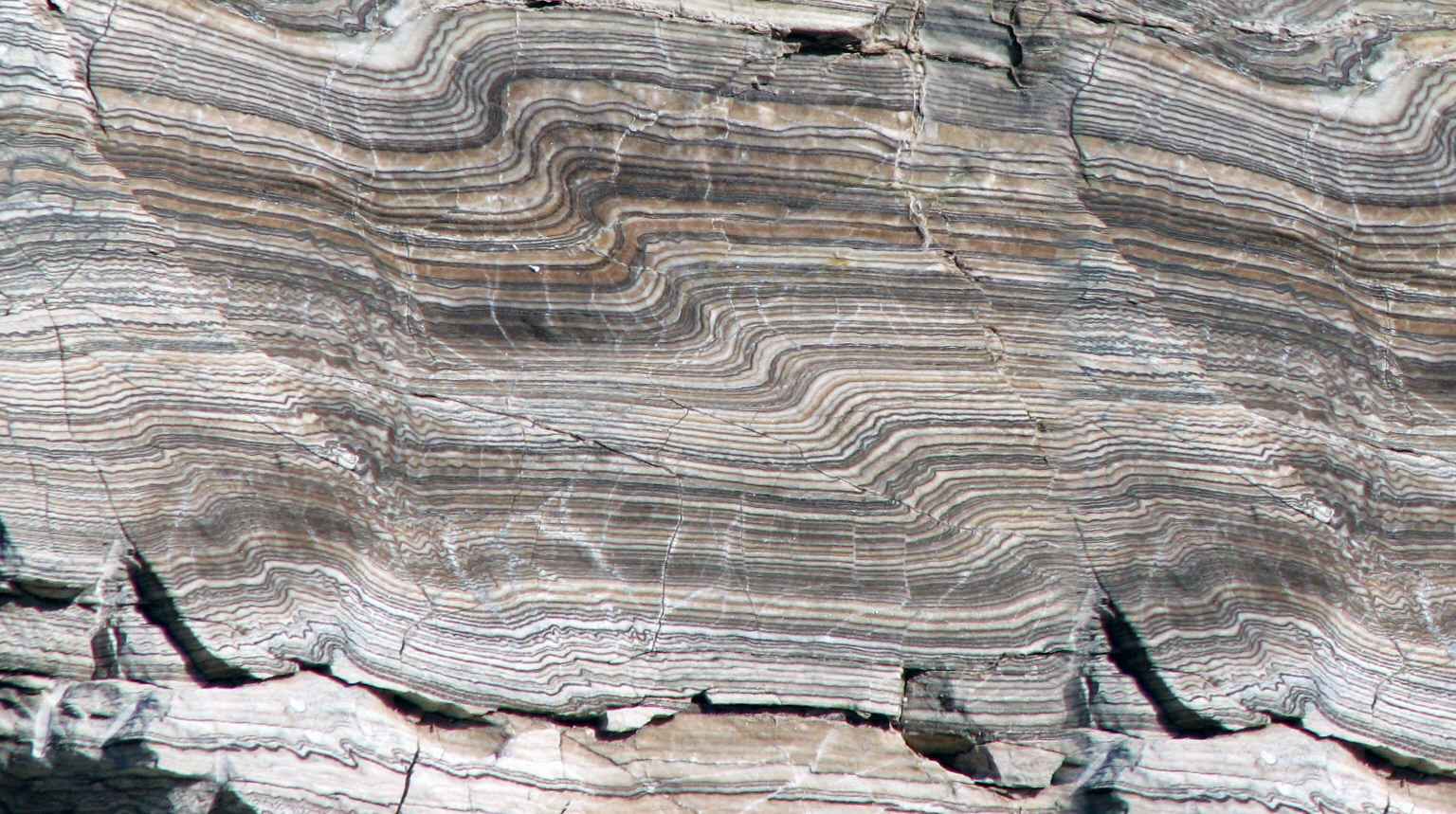
Ламинированный (тонкослойный) гипс. Светлые слои — гипс, коричневые — кальцит. Каждая пара слоёв представляет собой один год. Складки и разрывы сформировались в ходе ранне-кайнозойской структурной деформации. США, впадина Delaware. Образец уничтожен в конце 2000-х при расширении шоссе.

Последовательность отложений мессинского яруса в Сицилии начинается докризисными отложениями:
- Формация Tripoli. Неформальное название, данное по сходству с эквивалентными горными породами в Триполитании, Ливия. Формация лежит на пелагических (глубоководных) тортонских мергелях. Сложена докризисными отложениями ламинированных (англ. laminated) диатомитов и эвкcинических пелитов: более плотных диатомовых мергелей с биотически бедными прослойками аргиллита, в основном содержащего доломит. Эти мергель-сапропелевые седиментарные циклы отражают палеоокеанографические изменения, которым подверглось Средиземное море при переходе от практически открытого моря к выпадению эвапоритов[62][63].

Вверх за формацией Tripoli следуют два седиментарных цикла, содержащих эвапориты.
Нижний цикл (также формация Gessi di Cattolica), включает карбонаты, гипс, и соль (ср. также с последовательностью выпадения солей, см. Эвапориты):
- Calcare di Base (базальный известняк, англ. basal limestone), Сицилия, Третичная Пьемонтская впадина (англ. Tertiary Piedmont Basin) и Северные Апеннины. В некоторых работах имеет статус формации, в других — пачки[комм. 17]. Название отражает положение известняка в столбе выпавших из морской воды эвапоритов, но долгое время использовалось чрезмерно упрощённо. После дополнительных исследований выделено три типа Calcare di Base[64]:
  - CdB1, Calcare di Base тип 1 — серосодержащие известняки, результат постседиментационной бактериальной сульфатредукции. Скорее всего образовались в после-кризисное время по исходному гипсу.
  - CdB2, Calcare di Base тип 2 — перемежающиеся слои доломитита (англ. dolostone)), сапропеля и диатомита. Обычно находится либо прямо на отложениях формации Tripoli, либо выше их. Только этот тип можно считать образовавшимся на начальной стадии выпадения эвапоритов.
  - CdB3, Calcare di Base тип 3 — микритовый[англ.] (англ. micritic) известняк эвапоритного или микробного происхождения, чаще всего переотложенный (брекчиевидный). Наиболее распространённый тип.
- Lower Gypsum (Нижний гипс, также англ. Gypsum Beds, Selenitic Member). Формация или пачка. Циклически устроенные слои селенита (гипс); до 16 циклов, отражающих периодические, связанные с прецессией, изменения концентрации морской воды. Состоит из первичных и переотложенных фаций[65]. За слоями селенита следуют гипсовые турбидиты и ангидритовая брекчия[66].
- Salt Unit (также Salt, Halite Member). Пачка. Слои соли с прослоями ангидрита и солей калия и магния толщиной 700—800 метров[67].

Верхние слои нижнего цикла срезаны (с угловым несогласием) Мессинской эрозионной поверхностью.
Верхний цикл представляет собой перемежающиеся слои гипса и мергеля, накрытые терригенными отложениями:
- Формация Gessi di Pasquasia или Upper Gypsum (верхний гипс) или Upper Evaporites (верхние эвапориты). В целом, в Сицилии последовательности Upper Gypsum неполны. В наиболее полном случае, в секции Эраклея Миноа (Eraclea Minoa), Upper Gypsum состоит из 6-7 (по разным данным) слоёв первичного гипса с повторяющейся внутренней организацией фаций, перемежаемые мергелями и линзовидными терригенными песчаниками[69]. Эти мергели характеризуются ископаемыми, предполагающими солоноватоводную или слегка гиперсалинную среду[70].
- Arenazzolo. Формация или пачка. 4-5 метров толщины[71]. Терригенная осадочная порода, отложенная в солоноватоводной или пресной среде на  стадии Лаго-Маре‌ [62]. Пески и конгломераты, лежащие по всей Центральной Сицилии[66]. Содержит остатки пресноводной фауны, типичной для Паратетиса[70]. Гипосалинные отложения (фация Lago-mare), которые локально содержат тонкие эвапоритовые горизонты, выпавшие из морских вод с сильным континентальным вкладом (англ. a strong continental input)[72].

Мессинская последовательность эвапоритовых отложений накрыта плиоценовыми глубоководными отложениями:
- Формация Trubi. Нормальные морские отложения плиоцена, согласно[комм. 8], но с выраженной границей, лежащие на отложениях Arenazzolo[73].

### Стратиграфическая модель Мессинского кризиса
После изучения неоднозначных генетических и стратиграфических (вертикальных и латеральных) взаимосвязей между соляными телами, известняками — часто обломочными, как первичными, так и полученными диагенетической трансформацией из гипса — и гипсами — обломочными и первичными, в качестве обобщения стратиграфических данных известных из исследования мессинских периферийных впадин, были предложены следующие термины: 
- Primary Lower Gypsum (PLG; первичный нижний гипс), включает в себя Lower Gypsum;
- Resedimented Lower Gypsum (RLG; переотложенный нижний гипс), включает в себя карбонаты, обломочный гипс и Salt Unit.

Типичный эвапоритовый цикл Primary Lower Gypsum — схема такого цикла показана на иллюстрации — содержит следующие слои:
- Битуминозные сланцы; Bituminous shale; EF1 на схеме; также см. фото A, D и E на иллюстрации Фотографии-1. Слои ламинированного, богатого органикой сланца, толщиной обычно менее 1 метра разделяют слои селенита в большинстве разрезов в Апеннинах; такие слои обычно отсутствуют в Сицилии. Но в разрезах Idice (Северные Апеннины), Calatafimi (Сицилия) и Los Yesos (Испания) толщина слоя сланцев достигает 20 метров. Присутствие сланцев указывает на периодические влажные периоды, приводившие к затоплению эвапоритовой впадины недонасыщенными континентальными водами, которые также приносили терригенныйматериал, накапливавшийся на границах впадины. Ламинация сланцев, хорошо сохранившиеся органические остатки — тут часто находят рыб, насекомых, листья и ветки — и почти полное отсутствие бентоса указывает на длительные периоды аноксии на дне впадины. Палинологические находки указывают на леса, растущие в водно-болотных пресноводных условиях. Считается, что циклическая смена терригенных и эвапоритовых накоплений — отражение климатических изменений, вызванных орбитальными движениями Земли, в данном случае прецессией земной оси.
- Известняк англ. limestone и доломитит англ. dolostone; EF2 на схеме; также см. фото A и C на иллюстрации Фотографии-1. Известняк — массивный и ламинированный — может разделять селенитовые толщи или лежать в основании слоя селенита поверх сланцев. В Сицилии толщина карбонатных слоёв растёт по направлению вверх и достигает 7 метров в секции Monte Banco. Присутствие карбонатов указывает на периодическое опреснение (refreshment) рассола, что приводило к недонасыщению гипсом. В Сицилии и Испании карбонаты играют ту же роль, что и битуминозные сланцы. Это может быть вызвано как бо́льшей удалённостью от источников терригенных отложений, так и бо́льшим количеством карбоната в системе. Этот карбонат не нужно путать с другими известняками широко распространёнными в Средиземноморье: 1) тонкие карбонатные слои, которые могут присутствовать в нижней части самых нижних циклов Нижнего Гипса (Lower Gypsum), но принадлежать пре-эвапоритовым осадкам; 2) Calcare di Base тип 3, который сформировался после Primary Lower Gypsum (широко распространено мнение, что Calcare di Base является латеральным эквивалентом Lower Gypsum[80]); 3) Calcare di Base тип 1, в основе которого гипс, переработанный сульфатредуцирующими бактериями.

- Гигантский и массивный селенит; англ. Giant and massive selenite, EF3 на схеме; также см. фото A, B, D и E на иллюстрации Фотографии-1. Слои гигантского и массивного селенита состоят из сдвоенных кристаллов гипса ориентированных вертикально; это может быть объяснено «соревнованием» за место, в котором «побеждали» ядра кристаллов, ориентированные в направлении свободного пространства — вверх. В нижней части каждого слоя селенита размеры кристаллов бо́льше, обычно не превышают 50 сантиметров, уменьшаясь вверх по слою до нескольких сантиметров. Гигатские кристаллы селенита — до 2,5 метров — находятся в двух нижних слоях. Предполагается, что эти массивные фации отражают максимальный уровень рассола в цикле выпадения эвапоритов: чтобы кристаллы выросли большими, они должны быть постоянно покрыты слоем насыщенного рассола. Кристаллы содержат так называемое «спагетти» — нитевидные окаменелости цианобактерий. Это весьма своеобразный случай фоссилизации в гипсе, сохраняющем исходный материал до такой степени, что в 2010 году удалось извлечь ДНК — самую древнюю ДНК сине-зелёных водорослей; ближайшие родственники принадлежат роду en:Geitlerinema.

- Полосчатый селенит; англ. Banded selenite, EF4 на схеме; также см. фото B, C и D на иллюстрации Фотографии-1 и фото E на иллюстрации Фотографии-2. Состоит из относительно небольших — толщиной менее 10 см — слоёв кристаллического селенита, разделяемых тонкими карбонатными прослойками, которые покрывают поверхность растворения,  накрывая концы кристаллов селенита и останавливая их рост. Это отражает характерные флуктуации пикноклина, которые периодически останавливают рост кристаллов селенита — когда концентрация рассола падает до точки карбонатного насыщения — так что большие кристаллы не образуются; очевидно, таких флуктуаций не было при образовании криссталлов гигантского и массивного селенита. Обычно, такие условия возникают при максимальном падении уровня рассола во впадине. Поэтому — возможно — полосчатый селенит маркирует пик высыхания внутри цикла отложения эвапоритов.

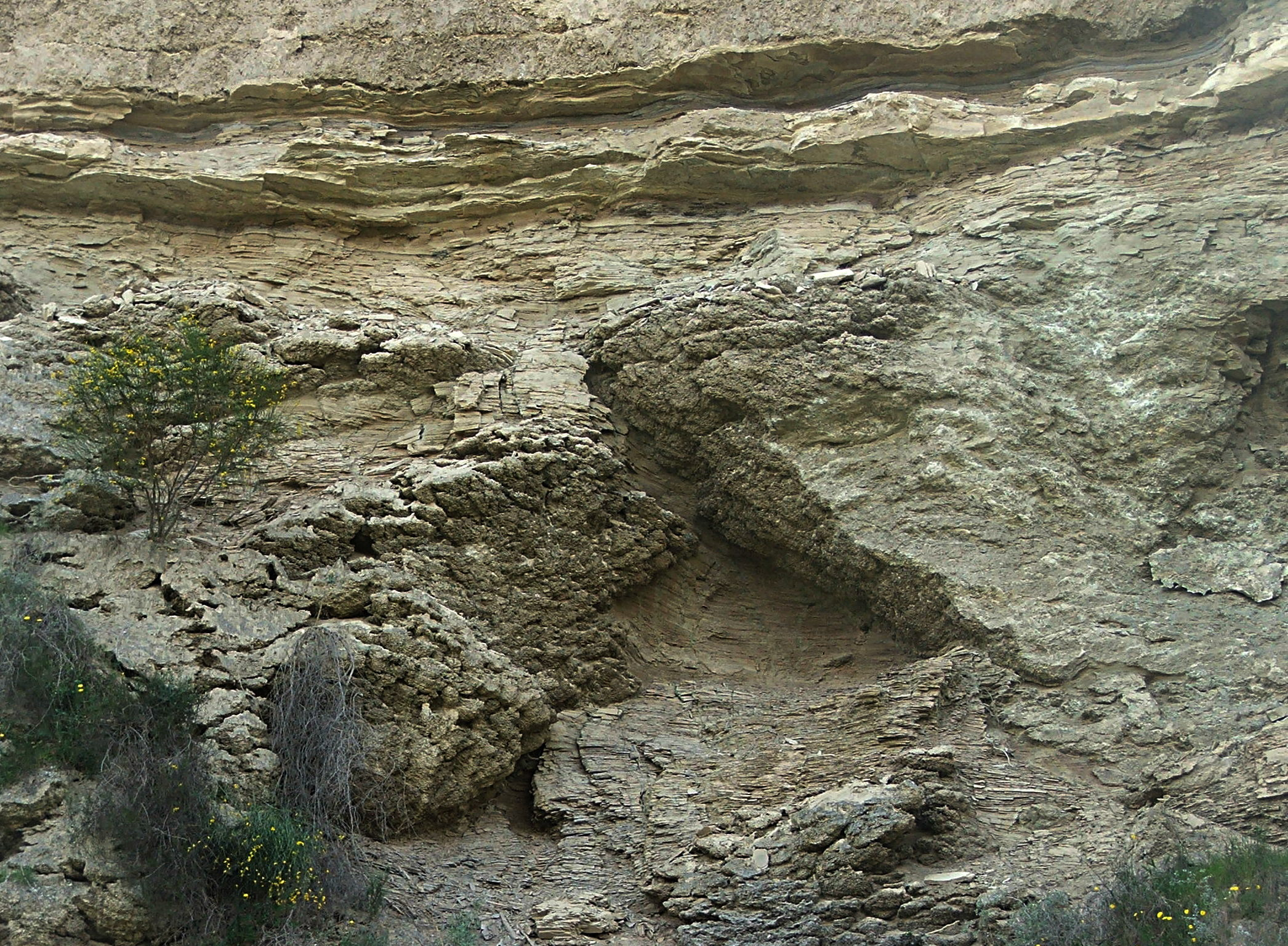
Гипс толщи Yesares (Yesares member) впадины Сорбас, сформировавшийся во время Мессинского кризиса солёности. На поверхности отложений видны конусы, разделённые ламинированными отложениями.

- Ветвящийся селенит; англ. Branching selenite, EF5 на схеме; также см. фото D на иллюстрации Фотографии-1 и иллюстрацию Фотографии-2. Состоит из чистых кристаллов селенита, размером в несколько сантиметров; длинные оси кристалов горизонтальны или слегка наклонены; кристаллы группируются в нерегулярные желваки (конкреции) и линзы дециметрового размера разделённые тонкими слоями тонкозернистого карбоната или гипса. Эти кластеры группируются вдоль изогнутых вверх (curved-upward) поверхностей протяжённостью несколько метров (см. фото A и B на иллюстрации Фотографии-2). Т.к. кристаллы селенита здесь демонстрируют ту же внутреннюю организацию, что и в гигантских конусах (Sorbas supercones) селенита, ветвящийся селенит можно интерпретировать как результат экстремальной эволюции конусов.

Как общее правило, по всему Средиземноморью первые два цикла обычно самые тонкие (до нескольких метров), но содержат самые большие кристаллы селенита (до 2 метров в Сицилии; семиметровые кристаллы на Кипре не нашли подтверждения). Циклы с третьего по пятый самые мощные; они состоят из массивного  и полосчатого селенита. Только начиная с шестого цикла ветвящийся селенит появляется в последовательности: триплет массивный-полосчатый-ветвящийся селенит может повторяться в циклах с шестого по пятнадцатый.
Большинство циклов начинается кристаллами массивного селенита; вверх по разрезу кристаллы постепенно уменьшаются в размерах и замещаются полосчатым селенитом. Первые два цикла включают только кристаллы массивного селенита; циклы начиная с шестого могут включать только ветвящийся селенит. Во впадине Сорбас гигантские конусы селенита (selenite supercones) встречаются только в верхней части шестого цикла — в том же стратиграфическом горизонте ветвящийся селенит присутствует в разрезах по всей Италии — от Северных Апеннин до Сицилии.
Характер напластования (stacking pattern) описанных фаций предполагает полный, мелкомасштабный, полностью подводный седиментарный цикл, включающий растущую и падающую фазы насыщения воды, которые имитируют трансгрессивно-регрессивные циклы, связанные с мелкомасштабными изменениями уровня воды в бассейне. Тогда фации EF3 — гигантский и массивный селенит — отражают начальное падение уровня воды, EF4 — полосчатый селенит — низший уровень, EF5 — ветвящийся селенит — фаза трансгрессии и, наконец, EF1 — битуминозные сланцы — высший уровень: 1) начальное выпадение эвапоритов на относительно низких уровнях перенасыщения рассола порождало массивный селенит в относительно глубоких обстановках (гигантский и массивный селенит, EF3); кристаллы были полнотью покрыты перенасыщенным рассолом (т.е., они были ниже пикноклина); 2) продолжающиеся испарение и падение уровня порождали условия относительно высокого перенасыщения и рост сульфатных кристаллов контролировался колебаниями уровня пикноклина (полосчатый селенит, EF4); 3) постоянный общий подъём уровня рассола в сочетании с течением рассола порождал формацию гигантских конусов, ветвящихся латерально (ветвящийся селенит, EF5); 4) приток недонасыщенной воды прекращал выпадение гипса и накрывал выпавший гипс глинистыми (argillaceous) отложениями (EF1, Северные Апеннины) и/или известняком (EF2, Сицилия и Испания).

### Мессинская эрозионная поверхность
```
Термин 
англ.
 
Messinian erosion surface
 относится к наземным исследованиям. Эквивалентом в морских исследованиях является 
англ.
 
Мargin erosion surface
, граничная эрозионная поверхность. Оба названия сокращаются до 
MES
.
```

Здесь перечислены некоторые реки, впадающие в Средиземное море, в которых, подобно Роне, во время Мессинского кризиса образовались каньоны, со временем заполнившиеся морскими отложениями раннего плиоцена. Речные каньоны могут иметь подводные продолжения. Во многих каньонах при впадении реки в море имеются отложения гильбертовых дельт.
Реки южного побережья Франции и лигурийского побережья Италии:
- Моль[фр.] — устье возле Сен-Тропе.
- Аржанс — устье возле Фрежюс.
- Сьян[фр.] — устье возле Канн.
- Вар[87] — устье возле Ниццы.
- Руайа — впадает в Лигурийское море в городе Вентимилья, Италия.
- Нервия[итал.] — устье неподалёку от города Вентимилья, Италия.
- Аррошия[итал.] — вместе с рекой Нева[итал.] образуют реку Чента[итал.], которая впадает в Лигурийское море возле города Альбенга, Италия.
- Аргентина(река в Италии)[итал.] — устье возле Таджа, Италия.

Образование мессинских речных каньонов отмечено и на африканском побережье Средиземного моря:
- Уэд Лау[англ.] [комм. 19] — в северном Марокко; здесь дельтовые отложения запечатали эрозионное несогласие и образуют риа.
- Шелифф — на западе Алжира; мессинский каньон мигрировал на 300 км от побережья.
- Суммам, Алжир.
- Меджерда, Тунис. Предполагается, что подводная дренажная система каньона соединяется с такими же дренажными системами каньонов рек, текших с Сицилии.
- Палеорека Сахаби, Ливия. Найдены её разновозрастные русла Сахаби и Эосахаби и их подводные продолжения в заливе Сидра (Большой Сирт). Предполагается, что истоком реки было тропическое неогеновое озеро Чад.

### Мессинская хроностратиграфия
В 1999 году цикло-, био- и магнито-стратиграфические исследования доэвапоритовых слоёв с высоким разрешением показали, что переход к выпадению эвапоритов произошел 5,96 ±0,02 миллионов лет назад, примерно на 4 седиментарных цикла выше магнитной инверсии C3An.2n(y), синхронно по всему Западному и Восточному Средиземноморью. В 2013 году была уточнена астрономическая привязка гипсовых циклов впадины Сорбас (Испания) и начало мессинского кризиса было установлено в 5,97 млн лет назад.
За доэвапоритовыми мергель-сапропелевыми циклами следуют мергель-гипсовые циклы Primary Lower Gypsum — около 16 циклов в бассейне Сорбас на юго-востоке Испании и столько же в бассейне Вена-дель-Джессо на северо-востоке Италии. Это позволяет предположить, что эвапоритовые циклы тоже связаны с колебаниями средиземноморского климата, вызываемыми прецессией, а гипсовые слои соответствуют максимумам прецессии (минимумумам инсоляции) и относительно засушливым климатическим эпизодам. Наиболее логичная привязка к кривой инсоляции приводит к суммарной продолжительности ~380 тысяч лет и возрасту ~5,59 миллионов лет для кровли Primary Lower Gypsum, хотя из-за отсутствия био- и магнитостратиграфических ограничений эта калибровка и не так надёжна, как для доэвапоритовых отложений.
Толщи Upper Gypsum также демонстрируют заметную цикличность: от семи до десяти осадочных циклов в Upper Gypsum Сицилии, постэвапоритовых отложениях Северной Италии и толщах Зоррерас/Феос на юго-востоке Испании. Если эти толщи имеют одинаковый возраст и их цикличность также обусловлена колебаниями инсоляции вслед за циклами Миланковича, то они отлагались на протяжении не менее ~180 тысяч лет. Отсчитывая 180 тысяч лет вниз от основания плиоцена, получаем возраст подошвы постэвапоритовых отложений 5,53 миллиона лет и разрыв примерно в 60 тысяч лет, во время которого происходила эрозия и переотложение гипса и галита. Новейшие U-Pb даты циркона ~5,5320 ±0,0046 (или 0,0074) миллиона лет, полученные для слоя вулканического пепла, найденного в базальной части постэвапоритовой толщи Апеннин, хорошо согласуются с циклостратиграфическими оценками, но указывают на несколько меньшую продолжительность разрыва.

### Роль гляциоэвстазии
Благодаря астрономической калибровке кривых содержания стабильных изотопов в осадочных отложениях удалось продлить абсолютную шкалу времени в миоцен. Такие кривые отражают поведение измеряемой в промилле (‰) величины δ18O — производной от отношения содержания стабильных изотопов кислорода 18
O и 16
O в карбонатных ракушках микрорганизмов; для мессинского века такие данные берутся из-за пределов Средиземноморья, потому что нормальные фаунистические сообщества не выживали во время кризиса.
На кривых изотопного состава кислорода ясно видны связанные с колебаниями угла наклона земной оси циклы оледенений в интервале 6,3 — 5,5 миллионов лет назад. По оценкам, такие ледниковые циклы изменяли уровень моря на 50-60 метров. Также видно, что начало мессинского кризиса близко совпадает с ледниковой стадией TG32 5,97 миллионов лет назад.
Наиболее заметными ледниковыми пиками являются TG20-22 (см. Схема нумерации) 5,75 и 5,79 миллионов лет назад и TG12-14 5,548 и 5,582 миллионов лет назад. Последние два ледниковых периода могут соответствовать перерыву в отложениях между пачками первичного нижнего гипса и верхнего гипса и могут быть пусковым механизмом отложения галитовых и калийных солей на пике  MSC‌ .
Отложения завершающей стадии кризиса (Upper Gypsum, постэвапоритовые, Lago-Mare) совпадают со ступенчатой дегляциацией от TG12 до TG9 с отчётливым гляциоэвстатическим подъёмом уровня моря.
Таким образом, и начало кризиса не совпадает с началом ледникового периода, и конец кризиса не совпадает с каким-либо крупным таянием ледников, что придает достоверность гипотезам с альтернативными причинами плиоценового наводнения.

## Периодизация
Мессинский кризис солёности начался 5,971 млн лет назад. Это значение было получено в 2013 году; значение 5,96 млн лет назад, полученное в 1999 году, встречается в научной литературе прежних лет и в популярной литературе.
В рамках подхода, выработанного в 2007 году на семинаре — иногда называемом консенсусным — организованном CIESM (Международная комиссия по научным исследованиям Средиземного моря), кризис прошёл через три основные стадии характеризуемых условиями палеосреды.
На первой стадии началось отложение самого нижнего пласта гипса в мелких впадинах; в глубоких впадинах в это время развились эвксинические условия. На второй стадии кризис переместился в глубокие депоцентры и произошло выпадение основного количества эвапоритов. Третья стадия характеризуется масштабными флуктуациями среды при превращении Средиземного моря в солоноватоводное или пресное озеро (стадия Лаго-Маре). Между второй и третьей стадией в отложениях наблюдается субаэральный разрыв, соответствующий эрозионным поверхностям на границах.

### До начала кризиса
Начало Мессинского кризиса солёности традиционно определяется по началу выпадения эвапоритов в периферийных бассейнах Средиземного моря. Но Селли в своё время доказывал, что фактическое начало кризиса солёности совпадает с первым заметным изменением окружающей среды, отмеченным вырождением морской фауны, и поэтому подошву мессинского яруса следует расположить именно на этом уровне. В качестве такого изменения среды было выбрано первое появление фораминифер Globorotalia conomiozea (=G. miotumida) в Средиземном море, обозначающее начало мессинского века и ныне датируемое 7,25 млн лет назад.
Постепенное ограничение связи с Атлантикой исследователи обычно связывают с процессами тектонического поднятия в районе Бетского и Рифского проливов. Субдукция, сопровождающаяся процессами отслоения литосферной плиты (slab detachment) и отката слэба под Гибралтарской дугой, возможно, в сочетании с разрывом литосферной плиты (slab tear propagation) — недавно предложенные механизмы, объясняющие постепенное поднятие во время мессинского кризиса.
Вскоре после границы тортона и мессиния, 7,15 млн лет назад по всему Средиземноморью уменьшилась глубоководная вентиляция. Это событие также связано с формированием отложений богатых диатомовыми водорослями (формация Триполи, Сицилия) или кремнезёмом (Верхний Абад, южная Испания), наблюдаемых между 7,15 и 6,7 млн лет назад. 6,7 млн лет назад резко упало разнообразие известкового планктона. Вероятно, это было вызвано повышенной солёностью верхнего слоя воды, особенно во время минимумов инсоляции. Предполагается также стратификация столба воды и застой придонных вод. Между 6,3 и 5,97 млн лет назад выпадали аутигенные кальцит, доломит и/или арагонит. Кроме того, планктонные фораминиферы полностью исчезали во время инсоляционных минимумов, а значит, солёность поверхностных вод была выше максимальной толерантности этих организмов.
```
Во время максимума инсоляции Северо-Африканская 
муссонная
 система (
англ.
 
North African monsoonal rain belt
) сдвигается на север и увеличивает количество осадков в Северной Африке. Чем больше осадков, тем больше 
твёрдых частиц
 попадает в 
Средиземном море
, тем толще слои 
осадочных отложений
. При этом в море попадает больше питательных веществ (в первую очередь, для 
планктона
) и оно генерирует больше органики, которая в бо́льшем количестве попадает на дно. Из-за бо́льшего количества пресной воды падает солёность поверхностных слоёв и происходит 
стратификация
: толща воды разделяется на несмешивающиеся (плохо смешивающиеся) слои, «вентиляция» дна затрудняется, вода в придонном слое застаивается, и в осадках исчезают останки 
бентосных
 организмов. При этом неокислившаяся органика в бо́льшем количестве сохраняется в отложениях, образуя более толстые слои более тёмных и чёрных 
сланцев
 (чем больше органики, тем чернее сланец) и 
сапропеля
. А во время минимума инсоляции повышается солёность верхнего слоя воды, а осадочные слои становятся тоньше и светлее, так как в них попадает меньше органики и она сильнее окисляется
[
98
]
.
```

Ухудшение палеоэкологических условий, приведшее к началу мессинского кризиса солёности, происходило ступенчато, с периодичностью между основными этапами в 400 тыс. лет. То есть долгосрочное воздействие орбитального цикла, наложенное на постепенную тектоническую тенденцию закрытия Бетского и Рифского проливов, сыграло решающую роль в том, когда именно начался кризис, хотя влияние не-постепенной тектоники нельзя полностью исключить.
В случае начала мессинского кризиса солёности наиболее существенные палеоклиматологические изменения совпадают с увеличением амплитуды инсоляции после ~400-тысячного минимума эксцентриситета, случившегося примерно 6,0-6,1 млн лет назад. Подобная орбитальная конфигурация случилась и на пике кризиса примерно 5,6 млн лет назад, когда выпал галит и сформировалась Мессинская эрозионная поверхность. Однако на это же время пришлись две ледниковые стадии TG12 и TG14 (5,548 и 5,582 миллионов лет назад), отражающие изменение наклона земной оси; они также могут соответствовать перерыву между толщами Primary Lower Gypsum и Upper Gypsum и быть пусковым механизмом отложения галитовых и калийных солей на пике мессинского кризиса.

### Стадия 1. Начало Мессинского кризиса солёности
Эта стадия кризиса характеризуется ритмичным чередованием до 16 слоёв массивного селенита — Первичный нижний гипс, Primary Lower Gypsum, PLG — растущего со дна, мощностью 1-35 метров, чередующихся с более тонкими сланцами. Отложения PLG хорошо сохранились в западном и центральном Средиземноморье (Бетические Кордильеры, Апеннины, Сицилия). В других местах PLG присутствует в виде изолированных блоков (Закинф, Эгейское море) или в переотложенном виде (Кипр, окраина Леванта). Гипсо-сланцевый куплет составляет эвапоритовый цикл с прогрессивным повышением насыщенности солью до максимума и последующим переходом к менее солёным условиям. Первоначально эвапоритовый цикл понимался как отложение гипса в сабхах с последующим субаэральным обнажением его кровли. Однако повторное изучение фаций привело к выводу, что гипс осаждался полностью под водой, на мелководье (до 200 м) с умеренной оксигенацией и без субаэрального воздействия. Выраженная гипсо-сланцевая цикличность PLG и Upper Gypsum, отражает чередование более засушливых и более влажных условий, что, вероятно, связано с орбитальным движением, а именно в ходе прецессии. Это предположение позволило выполнить привязку к астрономическим кривым. Хотя эта хронология не подтверждена независимыми данными, она согласуется с несколькими доказательствами и обеспечивает надёжную временну́ю основу и ключ для определения роли климатического воздействия на кризис солёности.
Средиземноморские разрезы PLG схожи по количеству слоёв, вертикальному распределению фаций и общей схеме следования циклов. В сочетании с характерными значениями отношения 87
Sr/86
Sr изотопов стронция, которые в пределах погрешности близки к значениям открытого океана, это позволяет предположить, что PLG выпал в относительно однородном водоеме, с притоком из Атлантического океана, с ограниченным оттоком и значительным вкладом континентальных вод.
Образование и/или сохранение гипса, по-видимому, ограничивалось глубинами воды менее 200 метров, так как пласты PLG демонстрируют латеральный переход вниз по склону в доломиты и/или богатые органическими веществами сланцы на палео-глубинах, вероятно превышающих 200 м (исходя из геологических и палеонтологических особенностей). Для объяснения нужно принять во внимание двойную роль сульфата как гипсового компонента и окислителя. В условиях гиперсолёности толща воды стратифицирована из-за больших градиентов плотности. При этом поверхностный слой (верхние несколько сот метров) регулярно перемешивается в сезонном или десятилетнем масштабе, тогда как более глубокие слои остаются более застойными, что приводит к истощению кислорода. В отсутствие кислорода сульфат становится основным окислителем при минерализации органического вещества. Этот процесс постоянно уменьшает концентрацию сульфатов на глубине и приводит к растворению гипса. Баланс между потреблением сульфатов в этом процессе и поступлением сульфатов из верхних слоёв определяет, истощается ли глубоководная концентрация сульфатов и, следовательно, сохраняется ли там гипс или нет. Можно определить границу, разделяющую условия окружающей среды, благоприятные (вверху) и неблагоприятные (внизу) для сохранения гипса.
```
Самые нижние слои селенита латерально переходят в доломитовые известняки, перемежаемые безжизненными эвксиническими сланцами, сформировавшимися в небогатой кислородом обстановке. Это указывает на то, что выпадение гипса было 
диахронным
 и оно необязательно означает начало Мессинского кризиса солёности
[
102
]
.
```

С этим же процессом связано и образование доломита; как известно, он образуется в условиях дефицита сульфата. Процесс сульфатного окисления органических веществ создает среду с низким содержанием сульфатов и повышенной концентрацией растворенных карбонатов, а растворение гипса обеспечивает дополнительный кальций. Таким образом, образование доломита в таких глубоководных, свободных от гипса условиях вполне закономерно; в то же самое время гипс осаждается в мелководных, окраинных условиях. И поскольку местами самые нижние пласты гипса могут быть значительно моложе 5,97 млн лет назад (например, Апеннины, Третичная Пьемонтская впадина), то начало  MSC‌  лучше всего определяется полным и устойчивым исчезновением микропланктонных комплексов, возраст которых в безэвапоритовых толщах циклостратиграфически датирован примерно 5,97 млн лет назад.

### Стадия 2. Пик Мессинского кризиса
Кризис солёности достиг своего максимума на второй стадии (5,6-5,55 млн лет назад; этап 2.1 CIESM, 2008), на которой преобладали мощные отложения первичного галита (Сицилия, Калабрия, Кипр) и обломочные гипсовые отложения (Сицилия, Калабрия, Апеннины, Испания, Кипр, Крит), группируемые под названием Resedimented Lower Gypsum (RLG, рус. Переотложенный нижний гипс). На этой стадии распространена субаэральная эрозия с развитием высокорельефной Мессинской эрозионной поверхности ( MES‌ ), имеющей признаки субаэрального обнажения (например, карстовая поверхность в бассейне Вена-дель-Джессо). В мелководных частях окраинных бассейнов MES может рассечь пачки PLG и доэвапоритовые слои. В Апеннинах и Сицилии это рассечение можно проследить до коррелятивного соответствия в основании отложений RLG, где они перекрывают безгипсовые отложения, ровесники толщи PLG. Эта стратиграфическая взаимосвязь ясно указывает на то, что RLG были отложены после PLG.
Сверху MES запечатана отложениями 3-й стадии, что наблюдается в бассейнах Северных Апеннин, Калабрии, Сицилии и Бетических Кордильер (Нихар). Обычно MES ассоциируется с высокоамплитудным — амплитуда до сих пор не определена — падением базового уровня Средиземного моря. Ледниковые пики TG14 и TG12 тоже пришлись на вторую стадию и, вероятно, вызвали дальнейшее ограничение гидрологии суббассейнов и значительное сокращение средиземноморско-атлантического обмена, что, вероятно, привело к прекращению стока Средиземного моря в Атлантику. На этой стадии также развилась локальная или региональная тектонической активность, о чём свидетельствует угловое несогласие, часто связанное с MES.
Падение нагрузки на земную кору из-за падения уровня моря и последующий рост нагрузки из-за выпадения галита с повышением крутизны краев бассейна — факторы, которые, вероятно, способствовали нестабильности склонов Средиземного моря и потере гравитационного равновесия. Как следствие, пласты PLG подверглись глубокой эрозии и переотложению. Обломочные отложения гипса были обнаружены в Италии, Греции, Кипре, Испании, а также в заполнениях каньонов окраины Израиля. Этот механизм быстрой транспортировки больших объемов гипса в глубоководные районы, вероятно, сократил степень недонасыщения их сульфатом, что позволило гипсу сохраниться.
В это время мощные и обширные первичные отложения галита и калийно-магниевых солей (каинит, карналлит и незначительный объём бишофита) быстро заполнили некоторые из суббассейнов, вплоть до обнажения (например, Сицилия). В этих отложениях как и в первичных гипсовых кумулятах наблюдается мелкомасштабная годичная или многолетняя литологическая цикличность, в которой спектральный анализ выявляет пики климатической периодичности примерно через 3-5, 9, 11-13, 20-27 и 50-100 лет, которые могут быть связаны с квазипериодическими колебаниями, такими как  квазидвухлетняя цикличность,  Эль-Ниньо, Атлантическое многодесятилетнее колебание, Тихоокеанское десятилетнее колебание, а также циклы от десятилетних до вековых, вызванные Луной и Солнцем. Эта цикличность показывает, что эвапориты выпадали даже во время минимумов инсоляции, хотя это происходило только в сезонном масштабе. Более того, количество первичных элементарных циклов предполагает, по крайней мере для Сицилии, что осаждение галита и эквивалентных латеральных отложений могло произойти в течение буквально пары тысяч лет.

### Стадия 3. Верхние эвапориты и событие Lago-Mare
```
Термины 
Лаго-Маре
, 
отложения Лаго-Маре
 (
Lago-Mare facies
), 
фауна Лаго-Маре
 и 
событие Лаго-Маре
 ссылаются на короткое время, отделяющее 
Upper Evaporites
 от плиоценового заполнения Средиземного моря и характеризующееся, в-основном, 
солоноватоводными
 и пресноводными обстановками
[
71
]
.
```

На третьей стадии  MSC‌  селенитовая и кумулятивная гипсовая фация (Верхний гипс, Upper Gypsum или UG) отлагались в основном в мелководных бассейнах в южных и восточных районах Средиземноморья (на Сицилии и Кипре), а в северных и западных, обнаженных в суббассейнах Северных Апеннин и Бетических Кордильер (Сорбас и Нихар) — обломочные безэвапоритовые отложения.
При этом очень низкие значения 87
Sr/86
Sr, измеренные на эвапоритах и окаменелостях, в сочетании с широким развитием мелководной среды с солоноватой и пресноводной фауной и флорой, имеющей сходство с флорой и фауной Паратетиса, указывают на существенное разбавление поверхностных вод, локально перемежающееся эпизодическими, обусловленными прецессией, эвапоритовыми событиями. Эти особенности согласуются с концепцией события Лаго-Маре.
На этой стадии отложения UG демонстрируют ритмическое чередование пластов гипса метровой мощности и горизонтов мергеля мощностью 1-10 м, содержащих типичную флору и фауну Лаго-Маре. Эти куплеты — на Сицилии 10 осадочных циклов (7 нижних — с гипсом) между кровлей отложений второй стадии и основанием плиоцена — интерпретируются, подобно эвапоритовым циклам PLG, как реакция на высокоамплитудные климатические колебания, вызванные прецессией. Гипсовые пласты UG имеют фации, количество и мощность циклов отличные от отложений PLG на первой стадии, но считается, что они отложились в аналогичных условиях осадконакопления, хотя и из воды с более низким соотношением вклада океанских и континентальных вод.
Безэвапоритовые толщи третьей стадии Мессинского кризиса включают две отдельные последовательности; верхняя пачка (p-ev2) с преобладанием крупнозернистых кремнеобломочных флювио-дельтовых отложений; и нижележащая пачка (верхняя часть p-ev1), обычно с более мелкозернистыми отложениями. Это предполагает изменение режима осадков, начавшегося ~5,42 млн лет назад, и позволяет разделить стадию 3 на 3.1 и 3.2. Стадия 3.2 и есть стадия Лаго-Маре. Помимо такого хроностратиграфического определения, термин Лаго-Маре также использовался для названия типичной биофации позднемессинского Средиземноморья и пелитовых слоёв, содержащих фауну, связанную с Паратетисом (то есть литофацию), для названия неформальной литостратиграфической единицы (обычно отличающейся содержанием ископаемых), расположенной между сицилийским верхним гипсом и формацией Аренаццоло и для выделения многочисленных (3-4) событий проникновения вод Паратетиса в Средиземное море.
```
Сам термин 
Лаго-Маре
 появился в результате двойного перевода с русского на французский и с французского на итальянский. В 1897 году в книге 
  
Ископаемые и живущие Dreissensidae Евразии
‌
  
 
Андрусов
 ввёл термин 
озеро-море
, описывая серию центрально- и восточно-европейских впадин, в которых в миоцене произошёл переход от морских обстановок к изолированным озёрам с пресноводной или солоноватоводной биотой — все эти впадины, включая Чёрное море и Каспийское море, были в 1924 году объединены 
Ласкаревым
 под названием 
Паратетис
. В 1930-х годах французские учёные (например, 
Жинью
[фр.]
 в книге Géologie stratigraphique
[
комм. 26
]
) перевели этот термин на французский язык как 
Lac-Mer
. А в 1962 году итальянский учёный Ruggieri, описывая солоноватоводные и пресноводные обстановки, возникавшие в Средиземноморье в конце мессинского века, перевёл французский термин на итальянский язык как 
Lago-Mare
[
107
]
.
```

Широкое развитие гипогалинных сред на третьей стадии обычно связывают с полной изоляцией Средиземноморья от Атлантики и вторжением вод Паратетиса. В Апеннинах неморская флора и фауна, родственные паратетическим, появляются в основном чуть ниже основания верхней пачки (p-ev2), за чем следует значительное увеличение численности и разнообразия фауны и флоры Лаго-Маре в самой верхней части пачки. Это предполагает постепенное повышение эффективности водообмена с Паратетисом и согласуется с относительным повышением базового уровня по всему Средиземноморью, что было выведено на основе агградационной модели накопления верхней части этой пачки. Появление морских рыб и органических биомаркеров (длинноцепочечных алкенонов) предполагает возможное сохранение связи с Атлантикой, постоянное или эпизодическое. Этим же можно объяснить спорадическое появление аномально мелких или «карликовых» фораминифер.

### Занклский потоп и завершение Мессинского кризиса
Переход к стабильным, полностью морским условиям в Средиземноморье обычно фиксируется в виде четкой литолого-палеонтологической границы, что подразумевает геологически мгновенное событие. Часто считается, что это подразумевает резкий обвал Гибралтарского порога и последующее катастрофическое наводнение (например, большой водопад) атлантических вод в (высохший) Средиземноморский бассейн. Почти мгновенный (в геологическом смысле) и синхронный характер этого события был доказан несколькими исследованиями. Однако если найденные планктонные фораминиферы указывают на резкий возврат к морским условиям, то находки бентосных фораминифер в глубоководных районах Тирренского моря и западного Средиземноморья предполагают, что циркуляция воды оставалась ограниченной в течение двух или трёх прецессионных циклов.
```
Отсутствие бентосных 
микрофоссилий
 (микроископаемых) в самых первых слоях пелагических (глубоководных) отложений формации 
Trubi
 и последовательность их появления в последующих слоях поддерживают идею полной стерилизации Средиземного моря во время Мессинского кризиса солёности
[
66
]
.
```

Амплитуда подъёма уровня моря, приведшая в конечном итоге к восстановлению морских условий в Средиземноморском бассейне, неизвестна из-за отсутствия надёжных индикаторов палеоглубин. Морские отложения от мелководных до относительно глубоководных (формации Trubi и Argille Azzurre) резко перекрывают отложения Лаго-Маре третьей стадии кризиса. Граница часто характеризуется переходным интервалом толщиной от сантиметра до дециметра, обычно обогащенным органическим веществом («черный слой»), значение которого до конца не изучено.

## Морские исследования
```
Мессинские периферийные впадины содержат лишь 5% мессинских эвапоритов
[
109
]
.
```

Начиная с 2000-х вновь возрос интерес к пониманию Мессинского кризиса солёности на основе сейсмических данных. Многочисленные исследования демонстрируют сложность сейсмического сигнала, порождаемого морскими мессинскими отложениями, а также пространственную, временну́ю и геометрическую изменчивость соответствующих сейсмических толщ и поверхностей. Такая изменчивость означает, что исследования должны проводиться по всему бассейну (basinwide).
При этом лишь самые верхние слои глубоководных отложений были когда-либо пройдены научным бурением. И хотя коммерческие скважины в восточном Средиземноморье пробурили эвапоритовую толщу насквозь, данные остаются в значительной степени недоступными для научного изучения.

### Отражающие поверхности
```

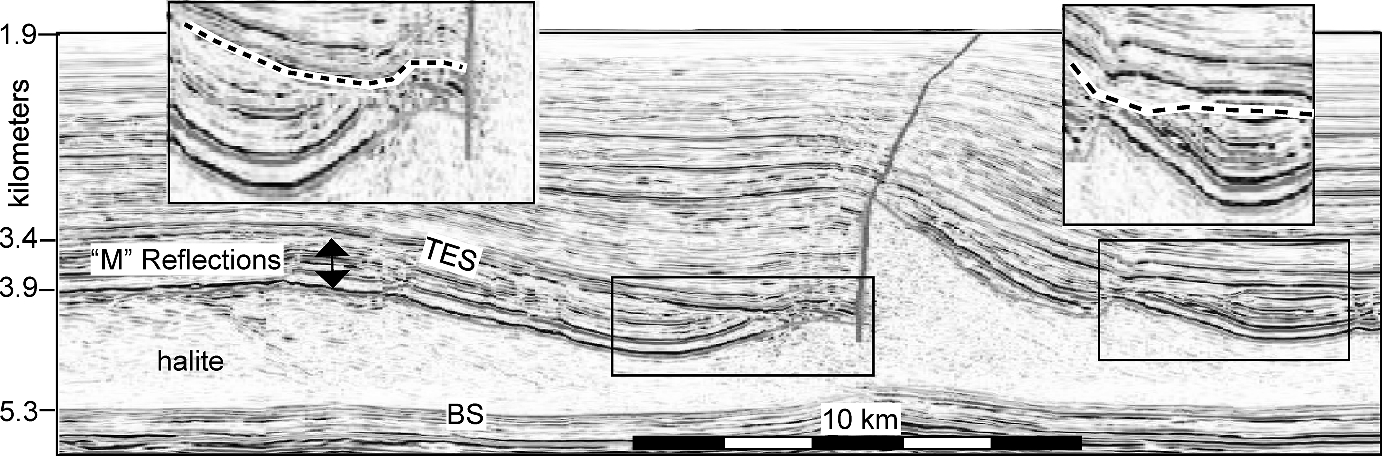
"M" рефлектор (верхние эвапориты) в Лигуро-Провансальской впадине Западного Средиземноморья локально срезан верхней эрозионной поверхностью (TES). Здесь слой соли поднял слой верхних эвапоритов, что привело к эрозии.

В большинстве случаев толстый слой соли находился в глубоких частях современных впадин и практически везде исчезал или сильно утоньшался у границы континентального склона
[
114
]
.
```

В основании мессинских отложений лежит поверхность BS (англ. bottom surface, нижняя поверхность, подошва), а сверху их ограничивает поверхность TS (англ. top surface, верхняя поверхность, кровля), лежащая в основании плио-плейстоценовых отложений. Если поверхности BS и TS связаны с эрозией и/или угловым несогласием, эти поверхности называются эрозионными и обозначаются BES и TES (англ. bottom erosion surface, top erosion surface, нижняя и верхняя эрозионная поверхность, соответственно). Иногда внутри мессинских отложений встречаются локальные несогласия, называемые IES (англ. internal erosional surface, внутренняя эрозионная поверхность).
Поверхности BES, IES, и TES наблюдаются в глубоких впадинах. Вверх по континетальному склону они сливаются в глубоко изрезанную эрозионную поверхность, которая систематически перекрывается плио-плейстоценовыми отложениями. Весь субаэральный ладшафт не покрытый верхними эвапоритами был назван MES (англ. margin erosion surface, граничная эрозионная поверхность).
```
Термин 
англ.
 
Messinian erosion surface
 относится к наземным исследованиям. Эквивалентом в морских исследованиях является 
англ.
 
Мargin erosion surface
, граничная эрозионная поверхность. Оба названия сокращаются до 
MES
.
```

Многочисленными исследованиями показано, что сложные Мессинские дренажные сети развиты на MES континентальной окраины Египта, шельфа Лионского залива, подводного Валенсийского трога, равнины реки По и Адриатической впадины. Эрозионные особенности MES Альборанской впадины связываются некоторыми авторами с заполнением Средиземного моря водой в конце Мессинского кризиса.
MES прослеживается до глубин более трёх километров ниже современного уровня моря и местами врезается в доломиты юрского периода. Во многих местах MES поднимается до периферийных впадин, соединяется с самыми нижними седиментарными толщами этих впадин, распадаясь на BS и TS. Также она выходит на берег и соединяется с долинами или узкими врезами наподобие Нила, Роны и Сахаби. Некоторые из этих мессинских каньонов могут локально накладываться на ранее существовавшие каньоны или демонстрировать несколько фаз врезания, которые могут быть связаны как с до-кризисными эрозионными процессами, так и с многошаговым врезанием во время Мессинского кризиса.
MES обычно трактуется как субаэральная эрозионная поверхность, возникшая в результате гигантского падения уровня моря на пике кризиса во время стадии 2. Однако вероятнее всего эта поверхность диахронная и полигенетическая, возникшая в результате комбинации нескольких процессов, включая крупномасштабные подводные переносы массы вдоль плоскостей скольжения (оползни), врезание рек при адаптации к новому базовому уровню эрозии (уровню моря), морскую абразию и растворение карбонатных пород. Некоторые учёные полагают, что MES возникла при умеренном падении уровня моря, исключительно за счёт подводных процессов, среди которых каскадное падение плотной морской воды с шельфа.
В Чёрном море на сейсмических профилях присутствует единственная эрозионная поверхность. По мнению некоторых учёных эта поверхность накрыта плиоценовыми отложениями и предположительно связана с Мессинским кризисом.

### Сейсмические толщи
Мессинская трилогия (Messinian trilogy) — выявленная морскими сейсмологическими исследованиями глубоких впадин Западного Средиземноморья трёхчастная структура мессинских отложений с традиционными названиями соответствующих сейсмических толщ — Lower Evaporites (нижние эвапориты), Salt (соль, галит) и Upper Evaporites (верхние эвапориты). Во избежание неоднозначностей, предложены названия:
- Lower Unit или LU. Эти отложения известны по сейсмическим профилям Прованской впадины[гео 13] и Лионского залива, где они налегают (англ. onlapping[комм. 29]) на миоценовые границы. Состав и возраст неизвестны. Предполагается, что эти отложения эквивалентны наземным отложениям RLG и/или частично PLG. Также предполагается, что в Лионском заливе отложения толщиной около километра под LU тоже относятся к Мессинскому кризису солёности.Листрический разлом (красная линия)

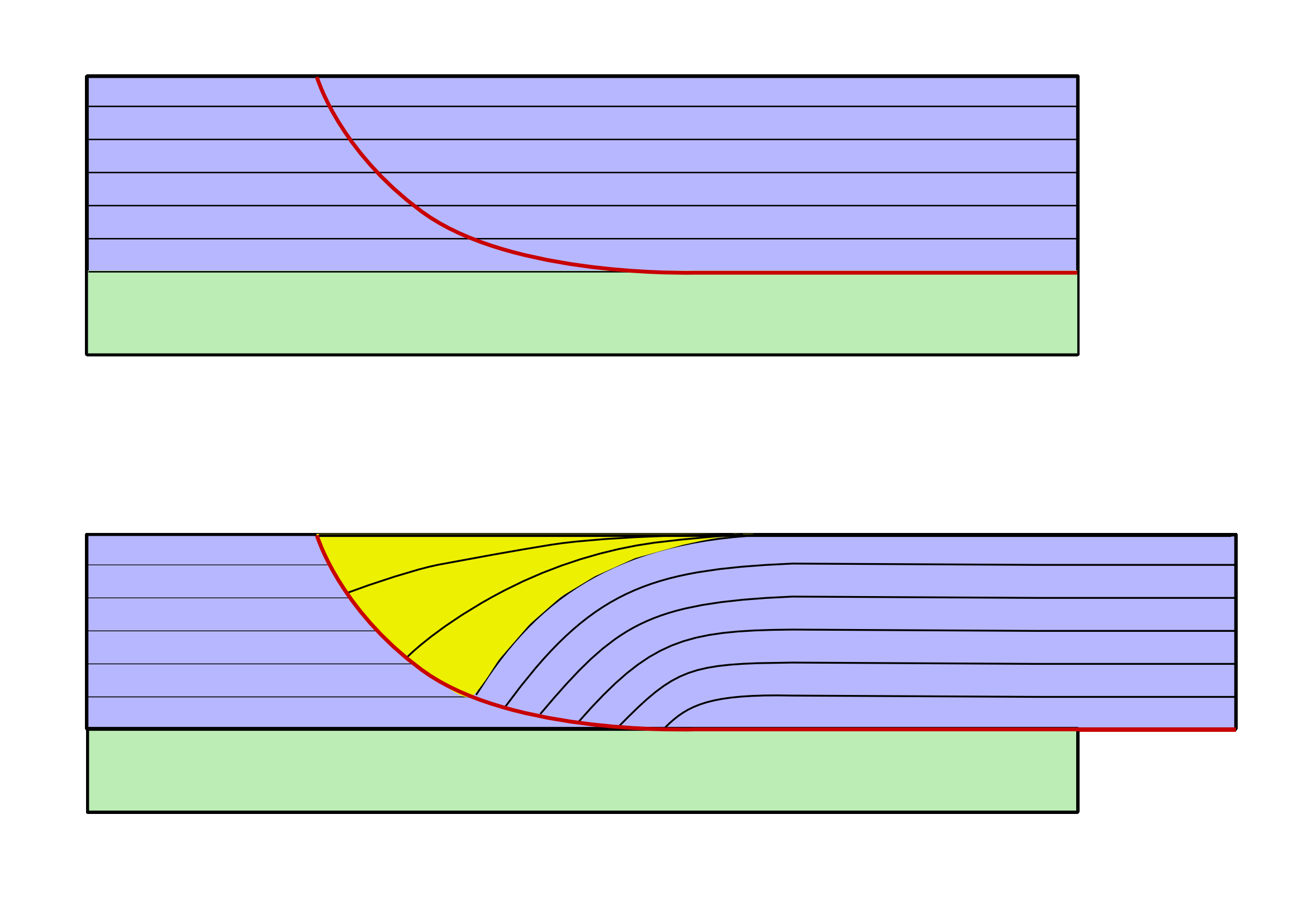
Листрический разлом (красная линия)

- Mobile Unit или MU. Считается эквивалентом Мессинской соли в наземных отложениях. Характерны акустически прозрачные фации, пластические деформационные структуры с листрическими разломами, а на поверхности — диапиры. Толщина MU достигает 1,2 километра в западной части и 2,1 километра в восточной части Средиземного моря.
- Upper Unit или UU. Самый верхний раздел Мессинской трилогии. Наблюдается по всему Западному Средиземноморью, включая Тирренское море. Толщина отложений 500—900 метров c агградационной[комм. 28] геометрией; обычно считается, что это отражает обмеление дна, когда уровень воды сильно понизился. Обычно ограничен согласной поверхностью TS. Бурение показало, что верхний слой локально состоит из нескольких десятков метров терригенных отложений (в них изредка попадаются гипогалинные остракоды сходные с паратетическими), накрытых плиоценовым илом с нормальной глубоководной фауной.
- Complex Unit или CU. Хаотические или грубо-слоистые сейсмические фации, более или менее акустически прозрачные. В основном отсутствуют на шельфе и изредка встречаются в верхней части континентального склона. Толстые отложения CU в основном обнаружены у подножия континентального склона как заполнение мессинских палеодолин, как конусы выноса или как бесструктурные сейсмические тела. Происхождение CU неизвестно. По основным гипотезам CU может быть результатом совместного действия нескольких процессов, подводных и субареальных.
- Bedded Unit или BU. Состоит из отностительно непрерывных субпараллельных отражений. Наблюдается в топографических минимумах (например, на Корсике), геометрически не связан ни с какими другими отложениями. До 350 метров толщины. Часто ограничен сверху несогласной TES, а снизу иногда ограничен BES. В некоторых случаях также содержит IES.

В восточной части Средиземного моря из трёх частей Мессинской трилогии наблюдается лишь Mobile unit. Однако установить его соответствие с MU в западной части невозможно, так как эти отложения не соприкасаются, будучи разделены Сицилийским порогом (англ. Sicily sill).

### Глубоководные эвапориты. Прямые данные
Неполные, относящиеся только к верхним слоям UU или BU, керны, добытые в рамках программ глубоководного бурения DSDP (англ. Deep Sea Drilling Project) и ODP (англ. Ocean Drilling Program) — единственный источник прямой информации о глубоководных эвапоритах. Изначально предполагалось, что эти эвапориты выпали в мелоководных или надприливных (англ. supratidal) зонах во время иссушения Средиземного моря, однако позднее было доказано, что это не так, и предложена идея глубоководного — ниже базиса волн (англ. wave base) — выпадения эвапоритов.
```
Мессинские отложения — это гигантская пломба, которая не пропускает углеводороды из до-мессинских слоёв
[
120
]
. Решение ограничить глубину бурения было принято, чтобы избежать возможного выброса углеводородов с последствиями более катастрофическими, нежели 
в 2010 году в Мексиканском заливе
[
121
]
.
```

Добытые бурением эвапориты делятся на три группы:
- Первичные эвапоритовые фации, состоящие из селенита, кумулятивного ламинированного гипса и кумулятов галита.
- Обломочные эвапоритовые фации гипсовый рудит (дебриты), гипсаренит[комм. 14] (турбидиты) и гипсовый алевролит.
- Диагенетические эвапориты включают нодулярный[комм. 30], массивный, ламинированный и энтеролитовый ангидрит, возникающий при дегидратации массивного и ламинарного гипса.

### Глубоководные эвапориты. Косвенные данные

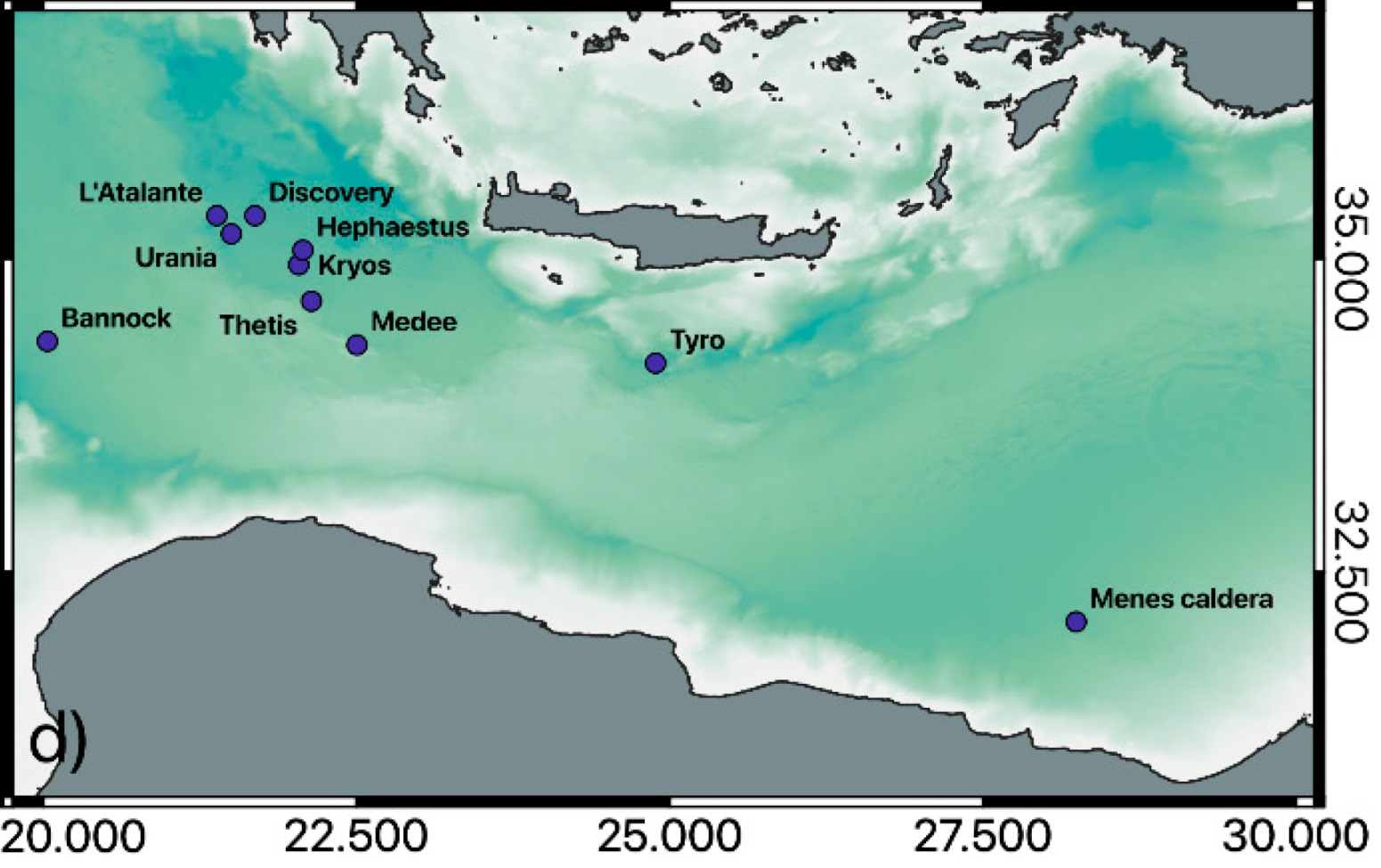
Подводные гиперсолёные бескислородные
бассейны восточной части Средиземного моря

Группа подводных гиперсолёных озёр — солёность от 9,5 % до 36,5 % —  обнаруженных в 1983—1993 гг. на  в Восточном Средиземноморье, сформировалась в результате выщелачивания эвапоритов, образовавшихся во время Мессинского кризиса солёности,  морской водой. Экстремофильные микроорганизмы из таких озёр имеют ряд физиологических и метаболических адаптаций, что делает их многофункциональными «микрофабриками», способными производить широкий спектр химических соединений пищевого, медицинского и технического назначения.
Кроме того, поровые флюиды (см. Подземная гидравлика) ряда подводных грязевых вулканов имеют повышенную солёность, которую связывают с растворением нижележащих мессинских эвапоритов.
На всех участках, за исключением нескольких, {\displaystyle {\ce {Na}}} и {\displaystyle {\ce {Cl}}} являются доминирующими ионами, обычно встречающимися в соотношении, близком к 1:1, что указывает на растворение галита. Только в Discovery и близлежащих глубоких ионических бассейнах Kryos {\displaystyle {\ce {Na}}} является второстепенным элементом, а {\displaystyle {\ce {Mg}}} и {\displaystyle {\ce {Cl}}} являются доминирующими ионами, что предполагает растворение эвапоритового минерала бишофита ({\displaystyle {\ce {MgCl2.6H2O}}}). В некоторых кернах также увеличивается содержание иона {\displaystyle {\ce {K}}}. Эти наблюдения указывают на то, что эвапориты, подстилающие глубокие отложения восточного Средиземноморья, не ограничиваются только гипсом или галитом, но также содержат другие, поздние стадии эвапоритовых минералов, которые не были извлечены в существующих кернах Upper Unit.

## Геодинамический контекст

### Влияние на геодинамику

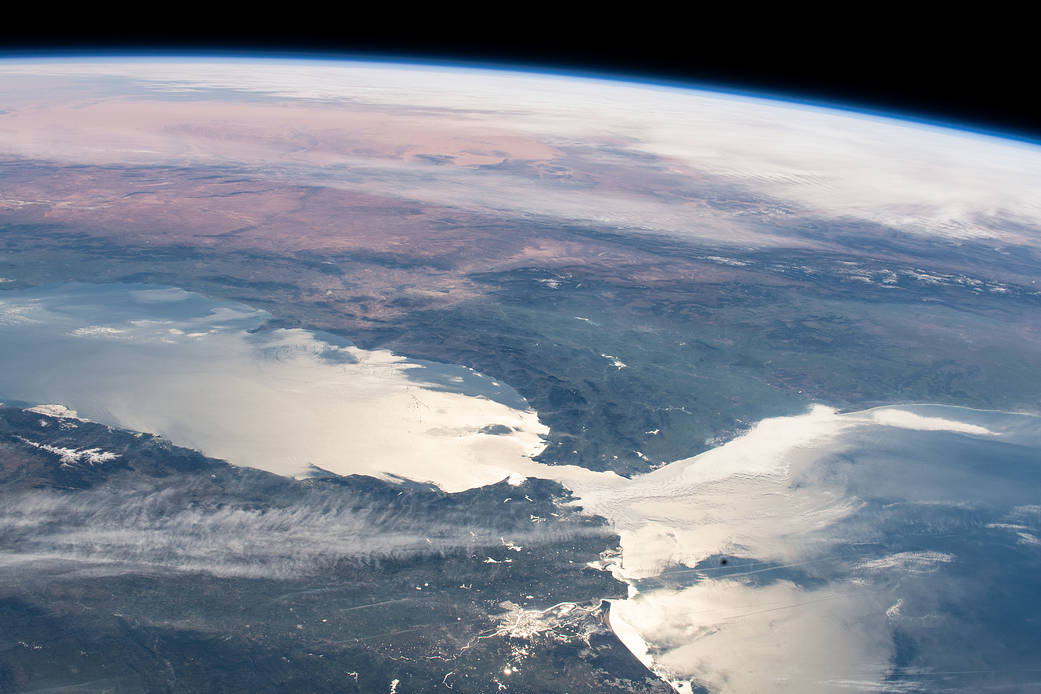
Гибралтарский пролив

Наиболее вероятным механизмом реагирования на изменение поверхностной нагрузки в ходе Мессинского кризиса является региональная изостазия, при которой такие изменения вызывают вертикальные движения в гораздо более широком регионе (десятки-сотни километров за пределами края нагрузки), в отличие от локальной изостазии. Отложение массивного галита даёт очень значительную нагрузку, которая должна была привести к проседанию фундамента и периферическому подъёму дальше вглубь суши; при этом прогнозируемое изменение скорости эрозии на окраинах уменьшает толщину массивного галита. И наоборот, понижение уровня моря приведёт к подъёму бассейна и его окраин и вызовет опускание в глубине суши.
Т.е. понижение уровня Средиземного моря должно было привести к изостатическому подъёму краёв Альборанского бассейна, включая пролив(ы), и, потенциально, к уменьшению подачи воды из Атлантики и дальнейшему понижению уровня моря. Восстановление уровня моря в плиоцене нейтрализовало изостатический подъём краёв в течение нескольких тысяч лет. Если до плиоцена существовал морской путь через Риф и/или Бетикс, он, вероятно, был перекрыт изостатическим подъёмом на стадии Лаго Маре, и для принудительного повторного затопления Средиземного моря потребовался бы какой-то дополнительный тектонический процесс, например, динамика самой Гибралтарской плиты. Однако, если регион Гибралтарского пролива был проницаем до плиоцена, существует вероятность того, что врез/эрозия были способны идти в ногу с изостатическим подъёмом после падения уровня. В этом сценарии скорость эрозии (sensu lato) в Гибралтарском проливе является основным регулятором уровня Средиземного моря, и для объяснения Занклского потопа нет необходимости в дополнительных тектонических процессах. Многочисленные морские проливы, связывавшие Средиземноморье с Паратетисом, претерпели схожие подъёмы и опускания; из-за их мелководности связность областей Паратетиса была особенно чувствительной к колебаниям уровня моря.

### Динамика морской связи с Атлантикой
О времени закрытия Бетского корридора и Рифского пролива можно говорить лишь со значительной неопределенностью. Причина — неполнота сохранённых осадочных последовательностей так как область, которая первой блокирует морское сообщение испытывает самый длительный подъём и эрозию. Тем не менее большинство исследователей полагают, что проливы стали закрытыми задолго до начала Мессинского кризиса. Считается, что Бетский коридор закрылся первым около 6,3 млн лет назад, в то время как южная часть Рифского коридора закрылась где-то до 6,0 млн лет назад.
С прекращением потока воды через Марокко до начала кризиса согласуются сразу несколько наборов данных из региона, например, обмен млекопитающими между Африкой и Европой (до 6,1 млн лет назад), седиментологические изменения в других местах коридора (6,58–6 млн лет назад) и записи изотопов неодима, отслеживающие отток воды из Средиземного моря в Атлантику.
Однако этот результат приводит к проблемам, поскольку осаждение толстых эвапоритовых отложений во время Мессинского кризиса солёности требует значительного притока солёной воды. И хотя моделирование показывает, что для этого достаточно очень узкого (~1 км) и неглубокого (~10 м) пролива, определение местоположения и геометрии этого шлюза имеет решающее значение для изучения связи эволюции шлюза с ходом Мессинского кризиса.

### Динамика морской связи с Паратетисом
В фациях Лаго Маре присутствует множество солоноватоводных ископаемых паратетического происхождения, что поддерживает гипотезу морской связи Паратетиса со Средиземным морем во время третьей стадии Мессинского кризиса. Однако местоположение такого шлюза до сих пор не было однозначно продемонстрировано.
Неадекватные стратиграфические корреляции и недостаточно надёжные данные по возрасту отложений Паратетиса долгое время препятствовали глубокому пониманию обмена между Паратетисом и Средиземноморьем во время  MSC‌ .
Временны́е шкалы Паратетиса включают основанные на эндемичных видах остракод и моллюсков региональные ярусы, например, мэотический ярус (меотис), понтический ярус (понт), дакийский ярус (дакий), и киммерийский ярус (киммерий) в пределах мио-плиоценового интервала и подъярусы, например, одесский, портаферский и босфорский подъярусы в пределах понта.
Мессинские доэвапоритовые последовательности соответствуют по времени верхне-мэотическим отложениям Восточного Паратетиса. Мессинский кризис в Средиземноморье начинается немного позже перехода от мэотиса к понту, который магнитостратиграфически датируется 6,04 ±0,01 млн лет назад. Интервал, содержащий морские фораминиферы, встречается в основании понта, что предполагает трансгрессию в Паратетисе, вероятно, в результате связи со Средиземноморьем. Самый нижний подъярус понта (одесский/новороссийский), который в основном коррелирует с PLG, является базисным высоким уровнем стояния в Паратетисе. Присутствие морских алкенонов в бассейне Чёрного моря указывает на межбассейновые и средиземноморские связи. Заметное изменение в фауне остракод Паратетиса, предполагающее повторную стабилизацию палеоэкологических условий, совпадает с началом выпадения эвапоритов в Средиземноморье. Это предполагает, что изменения в связности Паратетиса и Средиземноморья могли создать условия для осаждения гипса в Средиземноморском бассейне.
Вторая стадия кризиса, его пик соответствует основанию киммерийского яруса Чёрного моря и середине портаферского подъяруса в дакийском бассейне Румынии. Последующее падение уровня воды в Паратетисе соответствует по возрасту ледниковым циклам TG12–14 (5,59–5,52 млн лет назад) и, следовательно, близко совпадает с событием средиземноморской изоляции на второй стадии. Масштабы этого падения уровня моря все еще активно обсуждаются, причём цифры варьируются от относительно небольшого (~50 м) падения до уровня палеобосфора до крупномасштабного высыхания (> 1000 м) всего Чёрного моря. Крупное изменение климата в сторону более влажных условий, вероятно, привело к более положительному гидрологическому балансу, который мог сгенерировать вторую трансгрессию, произошедшую в Паратетисе (босфорский подъярус Дакийского бассейна) во время третьей стадии, хотя ее связь с плиоценовым затоплением Средиземного моря не может быть полностью исключена.

## Палеоклимат и палеоокеанография

### Палеоклимат Средиземноморья
Косвенные индикаторы по наземному и океаническому климату (см. также климатические прокси) показывают, что в глобальном масштабе поздний миоцен был теплее и влажнее, чем сегодня. Однако для Средиземноморья количественные оценки этих различий недостаточно точны. Тем не менее, косвенные данные позволяют предположить, что климат — особенно, палеоосадки — тортонского периода отличался от современных периодов сильнее, чем климат мессинского периода.
Несмотря на значительную неопределенность в абсолютной концентрации CO2 в позднем миоцене, оценки, как правило, находятся в пределах ошибки доиндустриального уровня (~280 частей на миллион). Тем не менее, моделирование климата этого периода обычно с трудом воспроизводит теплые и влажные условия, на которые указывают столь низкие концентрации CO2, поэтому ряд учёных предполагает, что концентрация CO2 в атмосфере позднего миоцена, вероятно, были близка к верхнему пределу диапазона реконструкций, например, ~350 частей на миллион.
Палеоклиматические реконструкции, основанные на позднемиоценовых средиземноморских сукцессиях, показывают долготные и широтные климатические градиенты над Средиземноморьем, а также значительную местную изменчивость. Однако для Мессинского кризиса не характерны резкие климатические колебания, наблюдаемые в плейстоценовых отложениях во время ледниково-межледниковых циклов.
Палинологические данные свидетельствуют о том, что до Мессинского кризиса на севере региона доминировали таксоны влажных, субтропических и умеренных лесов, тогда как на юге распространялись таксоны травянистых растений, типичные для сухих открытых сред. Седиментационная цикличность (сапропель-мергель-диатомит) отражена в пыльцевых записях, но в начале выпадения эвапоритов не происходит серьезных изменений от влажных условий к засушливым, и, следовательно, изменение климата не считается основным триггером для кризиса.
Характер растительности сохранялся на второй стадии Мессинского кризиса, но присутствие субаридных, а также некоторых тропических таксонов указывает на то, что климатические условия на юге были аналогичны современным условиям вокруг Красного моря. В нижней части третьей стадии на расширение открытой растительности указывает распространение субпустынных растений, например, Lygeum, достигавшего широты Анконы (регион Марке, центральная Италия).
В занклском периоде юго-западная часть Средиземноморья имела открытый субпустынный ландшафт, в то время как экваториальная Западная Африка была покрыта тропическими лесами, а растительность Западной Европы и северо-западного Средиземноморья представляла собой в основном субтропические леса.
Хотя климат не претерпел серьезных изменений во время Мессинского кризиса, существование крупных рек, текущих в Северную Африку к западу от Нила, вероятно, привело к значительному изменению гидрологического бюджета Средиземного моря. Крупномасштабные речные образования, пересекающие север Чада и Ливию, связывали бассейн Чада с южной частью Средиземного моря: заметное речное русло сохранилось возле залива Сирт на ливийском побережье. В течение четвертичного периода, когда это позволяло соотношение осадков и испарения, в бассейне Чада образовалось озеро, и было предположено, что нечто подобное произошло в неогене, совпав с опусканием воды в районе бассейна Чада. Эта идея согласуется с результатами моделирования, которые показывают миграцию зоны внутритропической конвергенции, так что в озере Чад в результате муссонной активности выпало бы гораздо больше осадков. Следовательно, вполне вероятно, что в миоцене Средиземноморье получало значительно больше пресной воды, чем сегодня, главным образом через дренажную систему Северной Африки, ныне высохшую.

### Моделирование палеоклимата и палеоокеанографии

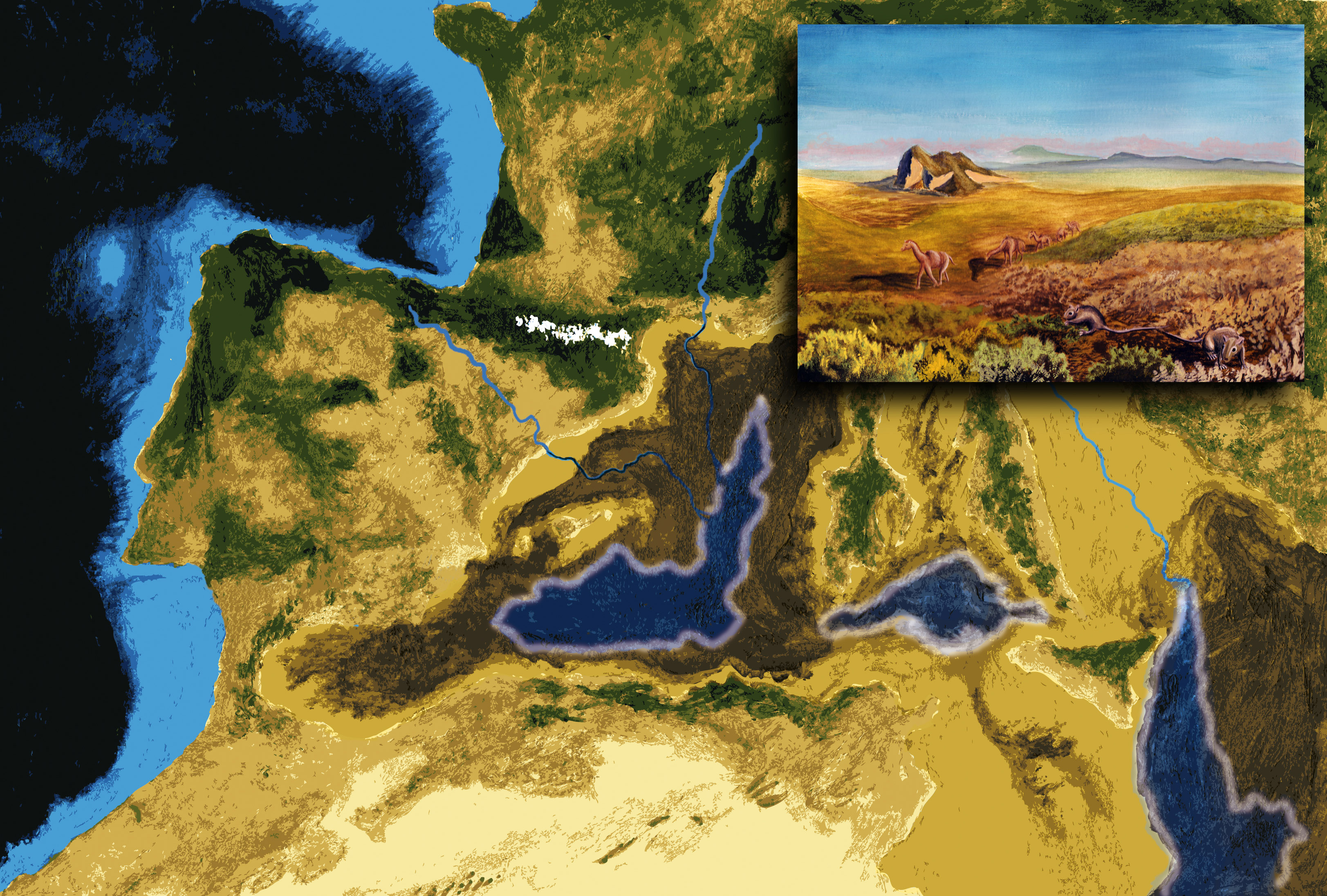
Художественное представление. Закрытие Рифского пролива, соединявшего Средиземное море и Атлантический океан

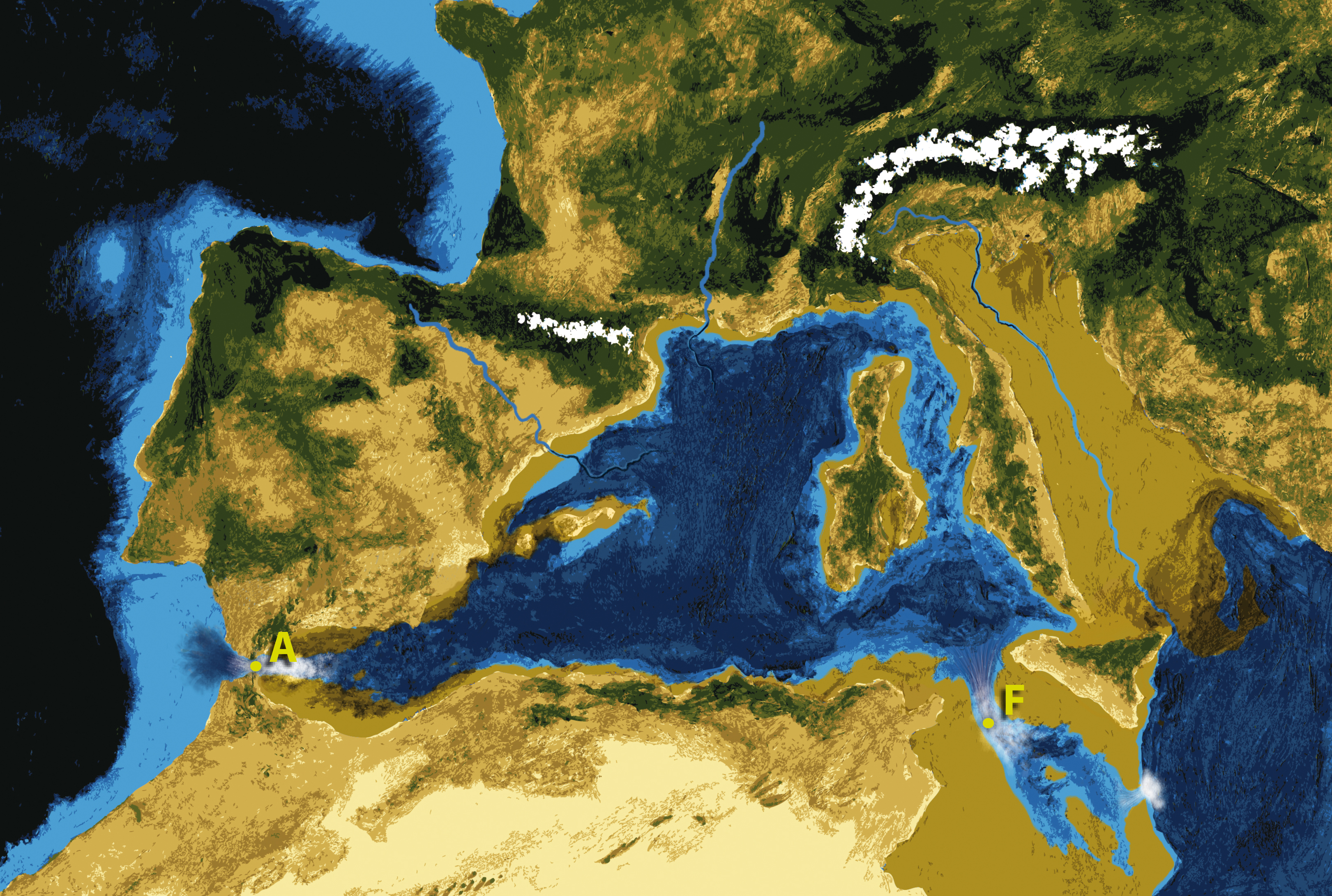
Художественное представление. Открытие Гибралтарского пролива (A), заполнение западной впадины Средиземного моря и перелив воды в восточную впадину через Сицилийский порог

Моделирование, опирающееся на законы физики и химии, даёт ценные дополнительные средства получения информации, возмещая недостаток наблюдательных данных по Мессинскому кризису солёности.
Например, блочные модели показывают, что при непрерывном притоке из Атлантического океана Средиземноморский бассейн реагирует на ограничения в Атлантическом шлюзе (gateway, пролив или проливы) в масштабе времени 3–5 тыс. лет, и подтверждают более ранние предположения о том, что некоторый отток из Средиземного моря должен был сохраняться для того, чтобы гипс откладывался, но галит не выпадал.
Дополнительные ограничения на гидрологический бюджет были получены путем объединения индикаторов палеосолёности с данными по изотопам стронция. Отношение 87
Sr/86
Sr для воды рек, впадающих в Средиземное море, ниже, чем в Атлантическом океане; само отношение отражает особенности коренных пород водосборных зон этих рек. Когда океанический приток достаточно ограничен, чтобы не доминировать над средиземноморским водным сигналом, соотношение изотопов стронция накладывает дополнительное ограничение на относительные пропорции океанических и речных вод. Ряд учёных пришли к выводу, что начало выпадения эвапоритовых осадков требовало притока дополнительной солёной воды, что они интерпретировали как трансгрессию.
Также была разработана блочная модель «солёность-изотопы стронция», которая объясняет начало кризиса исключительно ограничением атлантического обмена; согласно модели, переход от Нижних Эвапоритов к выпадению галита мог повлечь за собой дополнительное увеличение речного стока.
В ещё одной модели — она не учитывает изотопы стронция, зато учитывает стратификацию морской воды и допускает наличие прото-Сицилийского пролива — рассматриваются условия, влияющие на сходства и различия эвапоритовых отложений в западной и восточной впадинах Средиземного моря. Контринтуитивный и поэтому важный результат расчётов состоит в том, что различия в толщине галита между западным и восточным суббассейном можно объяснить, не прибегая к значительному ограничению прото-Сицилийского пролива (см. также Сицилийский порог).
В этих моделях водообмен через пролив параметризован с точки зрения коэффициента эффективности , что не позволяет судить о ширине и глубине шлюза на разных этапах кризиса. Использование теории влияния локальной топографии на гидравлические потоки в морских проливах позволило явно рассчитать солёность бассейна как функцию глубины пролива и показать, что изменения уровня моря могут объяснить чередование гипса и неэвапоритовых мергелей PLG. Кроме того, результаты моделирования показывают, что солёность бассейна и глубина пролива связаны нелинейным образом: даже медленное постепенное уменьшение глубины порога, как ожидается, приведёт к скачкообразному повышению солёности бассейна. При ширине пролива в несколько километров глубина пролива должна быть уменьшена до нескольких десятков метров, чтобы достичь насыщения гипсом.
Считается, что более плотная средиземноморская вода, выливающаяся в Атлантику, вносит вклад в циркуляцию в Северной Атлантике через ее влияние на Атлантическую меридиональную опрокидывающую циркуляцию.  Большинство экспериментов с моделью общей циркуляции, которые изучают влияние средиземноморского оттока, либо блокируют средиземноморско-атлантический обмен, либо указывают только небольшие возмущения в современной силе и солёности средиземноморского оттока и смоделированное воздействие на климат невелико. Однако исследования чувствительности с использованием более экстремальных значений солёности, соответствующих средиземноморским эвапоритовым осадкам, приводят к значительным региональным климатическим аномалиям в Северной Атлантике, Лабрадорском, Гренландском, Исландском и Норвежском морях.

## Комментарии
1. 1 2  slab rollback. Также используются темины откат слэба, откат жёлоба, откат шарнира — перемещение линии перегиба субдуцирующей плиты вследствие самостоятельного, гравитационного погружения плиты из-за её отрицательной плавучести.
2. ↑  Находился в северной части Марокко, был ограничен Атласскими горами на юге и хребтом Эр-Риф на севере. См. иллюстрации в разделе Мессинские периферийные впадины
3. ↑  В нормальном сценарии отложения плиоцена лежат поверх отложений миоцена.
4. ↑  см.   Georges Denizot. Научная биография.
5. ↑  В обоих случаях увеличивается эффективный уклон русла, ускоряется течение реки и она сильнее врезается в русло.
6. ↑  На картинке Геологический разрез эти отложения помечены как N1m, в то время как в монографии N1
2m.
7. ↑  В открытии диапиров участвовал Жак-Ив Кусто[36].
8. 1 2 3 4  Согласие — поверхность напластования, отделяющая более молодые слои от более древних, вдоль которой нет признаков субаэральной или подводной эрозии и не установлено значимого перерыва. Несогласие — перерыв в осадконаколении.  См.   Несогласие в геологии.
9. ↑  Использовались и другие названия — M-Reflector, Horizon M, Horizon A, и другие.
10. ↑  См. также   Отчёты DSDP‌
11. 1 2  Сабха (себха)[англ.] — арабское название прибрежной, находящейся выше уровня прилива и периодически заливаемой морской водой (например, при штормах), мелководной песчаной или грязевой ванны, в которой вода постепенно высыхает под жарким солнцем. Типичные сабхи находятся на южном побережье Персидского залива, в Объединённых Арабских Эмиратах.
12. ↑  Для поиска современных соляных шахт можно использовать страницу   Halite на сайте mindat.org:   в разделе Localities for Halite есть интерактивная карта, а в разделе Locality List дан список соляных месторождений и шахт по всему миру.
13. ↑   См. также Региональный парк Вена-дель-Джессо-Романьола[итал.].
14. 1 2  Гипсаренит возникает в результате эрозии гипсовых отложений или турбидитного переотложения гипсового песка; см. также арениты[англ.] и Псаммиты.
15. ↑  Здесь очевидно, что слово 'гипс' используется в двух смыслах: в узком смысле это {\displaystyle {\ce {CaSO4.2H2O}}}, а широкий смысл охватывает и гипс, и все его химические и морфологические варианты (ангидрит и селенит — обратите внимание на разницу в использовании термина селенит в русском и английском языках), и результаты выветривания и диагенеза, а также галит.
16. ↑  В основном источнике данного раздела и в итальянской Википедии сказано, что Gessoso-Solfifera имеет ранг группы формаций, см. определение[58].
17. ↑  Пачка — подразделение внутри формации, имеющее собственное название; соответствует английскому термину Member[58].
18. ↑  Номера страниц по порядку, а не по нумерации в тексте.
19. ↑  oued = wadi, вади = англ. valley[88] = долина.
20. ↑  Установление соответствия между характерными закономерностями отложений (порядок следования слоёв и их толщина) и кривой инсоляции отражающей циклы Миланковича, см. Krijgsman et al., 1999[92].
21. ↑  Отношение 87
Sr/86
Sr для воды из рек, впадающих в Средиземное море, ниже, чем в Атлантическом океане; само Отношение отражает особенности коренных пород водосборных зон этих рек[101].
22. ↑  Минерализация органических веществ - процессы преобразования сложных органических веществ в более простые минеральные ({\displaystyle {\ce {CO2}}}, {\displaystyle {\ce {H2S}}}, {\displaystyle {\ce {CaCO3}}}, {\displaystyle {\ce {Na2SO}}}, {\displaystyle {\ce {NH3}}}, фосфаты, нитраты и др.), протекающие в ходе осадконакопления или при диагенезе осадков; обычно носят характер бактериального разложения. См.   Минерализация органических веществ.  .
23. ↑  Коррелятивные отложения (от лат. correlatio – соотношение; correlative deposits) – отложения, сопряженные с какими-либо скульптурными формами рельефа, за счет разрушения которых они образовались. Формы рельефа аккумулятивные, сложенные коррелятивными отложениями, носят название коррелятивных форм; по ним определяют возраст сопряженного с ними скульптурного рельефа. См.   Коррелятивные отложения.
24. ↑  Источник перечисляет: остракоды - Cyprideis, Tyrrenocythere, Leptocytheridae, Candonids, моллюски — Congeria, Melanopsis, Dreissena, Limnocardium, диноцисты — Galeacysta etrusca, Pyxidinopsis psilata, Spiniferites Cruformis
25. ↑  p-ev — от англ. post-evaporitic, постэвапоритовый
26. ↑  Издавалась на русском языке: Жинью. Стратиграфическая геология. М. 1950.
27. ↑  Источник приводит примеры: остракода Loxocorniculina djafarovi и диноцисты комплекса Galeacysta etrusca
28. 1 2  Агградация (от лат. aggradatio – подступание; aggradation) – продвижение фронта осадконакопления в сторону более мелководной части бассейна, вызванное постепенным медленным повышением уровня моря при стабильном положении бровки шельфа (береговой линии). См.   Агградация.
29. ↑  см. Нургалиева, 2016[118]
30. ↑  Но́дуль (от лат. nodulus – узелок), в геологии – термин, обозначающий минеральный агрегат, форма которого близка к округлой, овальной или неправильной со скруглёнными очертаниями, а состав или внешний вид резко отличается от окружающей их матрицы (например, нодули хромита в гипербазитах, сульфидные и металлические нодули в хондритах, нодули мантийных пород в кимберлитах и др.). Во множественном количестве формируют т. н. нодулярные текстуры или структуры горных пород. См.   Нодуль в Большой Российской Энциклопедии.
31. ↑  см. например коэффициент эффективности Нэша-Сатклиффа[англ.]
32. ↑  Атлантическая меридиональная опрокидывающая циркуляция (Atlantic meridional overturning circulation[англ.], AMOC) – система океанических течений, включающая Гольфстрим, переносящая тепло от экватора в северное полушарие.[126]

## Геоссылки
1. ↑   Cицилийско-мальтийский уступ на сайте marineregions.org.‌
2. ↑   Каньон Ното (Noto) на сайте EMODnet.‌
3. ↑   Каньон Кумекс (Cumecs) на сайте EMODnet.‌
4. ↑   Каньон Герона (Heron) на сайте EMODnet.‌
5. ↑   Долина Герона (Heron) на сайте marineregions.org.‌
6. ↑   Левантская впадина на сайте marineregions.org.‌
7. ↑   Оранский залив на сайте marineregions.org.‌
8. ↑   Хребет Альборан на сайте marineregions.org.‌
9. ↑   Камарг на сайте marineregions.org.‌
10. 1 2 3 4   Впадина Сорбас на сайте marineregions.org.‌
11. ↑   Южно-Альборанская впадина на сайте marineregions.org.‌
12. ↑   Валенсийский трог на сайте marineregions.org.
13. ↑   Алжирская, Провансальская или Алжиро-Провансальская впадина на сайте marineregions.org.‌
14. ↑   Средиземноморский хребет (вал) на сайте marineregions.org.‌

## Рекомендуемая литература
- Чумаков И. С. Плиоценовые и плейстоценовые отложения долины Нила в Нубии и Верхнем Египте. — М.: Наука, 1967. — С. 115. Архивировано 22 марта 2023 года.
- Clauzon, G.; Suc, J.-P.; Gautier, F.; Berger, A.; Loutre, M.-F. Alternate Interpretation of the Messinian Salinity Crisis: Controversy Resolved? (англ.) // Geology. — 1996. — Vol. 24, no. 4. — P. 363—366. — doi:10.1130/0091-7613(1996)024<0363:AIOTMS>2.3.CO;2.
- Denizot, Georges. Le Pliocène dans la vallée du Rhône (фр.) // Revue de géographie de Lyon. — 1952. — Vol. 27, no 4. — P. 327—357.
- K.J. Hsü, W.B.F. Ryan, M.B. Cita. Late Miocene Desiccation of the Mediterranean (англ.) // Nature. — 1973. — 23 April (vol. 242). — P. 240—244. — doi:10.1038/242240a0.
- G. Mascle, J. Mascle. The Messinian salinity legacy: 50 years later (англ.) // Mediterranean Geoscience Reviews. — 2019. — Vol. 1. — P. 5–15. — ISSN 2661-8648. — doi:10.1007/s42990-019-0002-5. Архивировано 1 июня 2025 года.
- Rehault, JP., Boillot, G., Mauffret, A. The Western Mediterranean Basin (англ.) // Stanley, D.J., Wezel, FC. (eds) Geological Evolution of the Mediterranean Basin. — Springer, New York, NY., 1985. — doi:10.1007/978-1-4613-8572-1_6.
- J.M. Rouchy; J.-P. Suc; J. Ferrandini; M. Ferrandini. The Messinian Salinity Crisis Revisited (англ.) // Sedimentary Geology. — 2006. — Vol. 188–189. — P. 1—8. — doi:10.1016/j.sedgeo.2006.02.003.
- Marco Roveri, Rachel Flecker, Wout Krijgsman, Johanna Lofi, Stefano Lugli, Vinicio Manzi, Francisco J. Sierro, Adele Bertini, Angelo Camerlenghi, Gert De Lange, Rob Govers, Frits J. Hilgen, Christian Hübscher, Paul Th. Meijer, Marius Stoica. The Messinian Salinity Crisis: Past and future of a great challenge for marine sciences (англ.) // Marine Geology. — 2014. — Vol. 352. — P. 25—58. — ISSN 0025-3227. — doi:10.1016/j.margeo.2014.02.002.
- W.B.F. Ryan, M.B. Cita. The nature and distribution of Messinian erosional surfaces — Indicators of a several-kilometer-deep Mediterranean in the Miocene (англ.) // Marine Geology. — 1978. — Vol. 27, no. 3—4. — P. 193—230. — doi:10.1016/0025-3227(78)90032-4.
- Ryan, William B. F. 50th anniversary review of the Mediterranean desiccation hypothesis (англ.) // La Rivista del Nuovo Cimento. — 2023. — Vol. 46. — P. 163–291. — ISSN 1826-9850. — doi:10.1007/s40766-023-00042-9. Архивировано 28 сентября 2023 года.
- Raimondo Selli. Il Bacino del Metauro. Descrizione geologica, risorse minerarie, idrogeologia. — 1954. Архивировано 14 декабря 2024 года.

### Веб страницы, литература, полезная информация
- Агградация. Геологический словарь Архивировано 8 августа 2024 года..
- Андрусов Н. И. 1897. Андрусов Н. И.. Ископаемые и живущие Dreissensidae Евразии (PDF). World register of marine species. Дата обращения: 1 июня 2025. Архивировано 1 июня 2025 года..
- Квазидвухлетняя цикличность. Метеословарь. Архивировано 23 марта 2025 года.
- Коррелятивные отложения. Геологический словарь.  Архивировано 10 ноября 2024 года.
- Минерализация.  Минералогический Музей Ферсмана.  Архивировано 16 января 2021 года.
- Несогласие в геологии. Геовикипедия. Архивировано 12 декабря 2024 года.
- Нодуль. Большая Российская Энциклопедия. Архивировано 11 декабря 2024 года.
- С.В.Попов, И.С.Патина. История Паратетиса // Природа. — 2023. — № 6. — С. 3—14. — ISSN 0032-874X. — doi:10.7868/S0032874X23060017. Архивировано 30 декабря 2024 года.
- Deep Sea Drilling Projects. Отчёты DSDP (англ.).
- Georges Denizot. Научная биография (фр.). Архивировано 15 августа 2024 года.
- Halite. Сайт mindat.org (англ.). Архивировано 11 марта 2025 года.
- Charles Lyell. Principles of Geology or, The Modern Changes of the Earth and its Inhabitants Considered as Illustrative of Geology (англ.). Project Gutenberg pp. 809—812 (1830—1833). Архивировано 30 мая 2025 года.
- Modestou, S.E. Radiogenic isotopes in the Mediterranean Sea: water mass exchange and precessional variability during the Messinian. PhD thesis (англ.) (PDF) 15. University of Glasgow (2016). Архивировано 14 ноября 2024 года.

### Географические объекты
- Впадина Сорбас (англ.) (англ. Sorbas basin); см. также впадины Сорбас[англ.].
- Камарг (англ.) (фр. Camargue); см. также Камарг.
- Южно-Альборанская впадина (англ.) (англ. South Alborán Basin).
- Альборанский хребет (англ.) (англ. Alborán Ridge, Alboran Island Ridge).
- Алжирская впадина (англ.) (англ. Algerian Basin, Algero-Provencal Basin, фр. Algiers-Provençal Basin).
- Оранский залив (англ.) (англ. Oran Bight); см. также Оран .
- Валенсийский трог (англ.) (англ. Valencia Trough).
- Cицилийско-мальтийский уступ (англ.) (англ. Malta Escarpment, англ. Sicily-Malta Escarpment).
- Залив Ното (англ.) (англ. Noto Gulf).
- Каньон Ното (англ.) (англ. Noto Canyon).
- Долина Герона (англ.) (англ. Heron Valley).
- Каньон Герона (англ.) (англ. Heron Canyon).
- Каньон Кумекс (англ.) (англ. Cumecs Canyon).
- Левантская впадина (англ.) (англ. Levant Basin, англ. Levantine Basin).
- Средиземноморский хребет (вал) (англ.) (англ. Mediterranean Ridge, англ. East Mediterranean Ridge).